# 1996
Het jaar 1996 is een jaartal volgens de christelijke jaartelling.

## Gebeurtenissen
januari
- 1 - Curaçao krijgt beperkt zelfbestuur.
- 2 - Op de Arnhemse vestiging van Banque Paribas wordt een bomaanslag gepleegd.
- 5 - Hamas-leider Yahya Ayyash wordt gedood door een Israëlische boobytrap in een mobiele telefoon.
- 8 - Een Zaïrees vrachtvliegtuig stort neer op een drukke markt in Kinshasa. 350 mensen komen om.
- 14 - Jorge Sampaio wordt tot president van Portugal verkozen.
- 20 - Yasser Arafat wordt tot president van de Palestijnse Autoriteit verkozen.
- 29 - President Jacques Chirac kondigt het definitieve einde van de Franse kernproeven aan.
- 29 - Het operagebouw van Venetië (Italië), Teatro La Fenice, wordt door een brand verwoest.
- 30 - De Nederlandse staatssecretaris van Defensie Jan Gmelich Meyling maakt onverwacht bekend dat de lichting van 29 januari 1996 de laatste groep dienstplichtige militairen is geweest.
- 31 - Een vrachtwagen geladen met explosieven ramt de poorten van de Sri Lankaanse Centrale bank in Colombo. 86 mensen komen om, 1400 raken gewond.

februari
- 9 - De wapenstilstand van het IRA wordt beëindigd door een bom van 1 ton in het Canary Wharf District in Londen. Twee mensen komen om.
- 9 - In Darmstadt wordt voor het eerst superzware Copernicium (voorheen: ununbium) gecreëerd. Dit wordt het 112de element in het periodiek systeem.
- 10 - De schaakcomputer Deep Blue verslaat voor de eerste keer wereldkampioen Garri Kasparov.
- 12 - Thomas Muster lost Andre Agassi af als nummer één op de wereldranglijst der tennisprofessionals; de Oostenrijker moet die positie al na één week weer afstaan aan Agassi's landgenoot Pete Sampras.
- 17 - De ruimtesonde NEAR Shoemaker wordt gelanceerd.
- 22 - De eerste Nederlandse zoekmachine op het internet, Ilse, gaat van start.
- 27 - Een plotse mistbank rond 10 uur 's ochtends op de E17-autosnelweg ter hoogte van het Belgische Nazareth verrast heel wat chauffeurs. Het gevolg is de grootste kettingbotsing uit de geschiedenis van het land. Zo'n 200 auto's en vrachtwagens zijn bij de botsing betrokken. Door de impact en de daaropvolgende brand kwamen 10 mensen om het leven.
- overig februari:
  - In Nepal beginnen maoïsten een opstand tegen de parlementaire democratie.
  - Het parlement van Tanzania verhuist naar de nieuwe hoofdstad Dodoma.

maart
- 11 - John Howard wordt de 25e premier van Australië.
- 13 - Op een basisschool in het Schotse Dunblane schiet een man 16 kinderen en een leerkracht en vervolgens zichzelf dood.
- 15 - Faillissement van vliegtuigbouwer Fokker.
- 15 tot 17 - In Hamar worden de eerste Wereldkampioenschappen schaatsen afstanden gehouden.
- 16 - In het voormalige postkantoor van Brussel wordt het Vlaams Parlementsgebouw geopend als zetel van het Vlaams Parlement.
- 19 - Hereniging van de stad Sarajevo.
- 19 - Kettingbotsing op de A19 in Wervik.
- 23 - Taiwan houdt de eerste rechtstreekse presidentsverkiezing. Lee Teng-hui wordt herverkozen.
- 26 - Het IMF keurt een lening van €7,85 miljard aan Rusland goed voor economische hervormingen.

april
- 10 - In de VS gebruikt president Bill Clinton zijn veto tegen een wet die een abortus in de 2e helft van de zwangerschap verbood.
- 16 - Bomaanslag op hoofdkantoor van BASF in Arnhem.
- 18 - 102 Libanezen komen om als Israël een VN-opslagplaats in Kana beschiet.
- 20 - Nederland eindigt als zevende en voorlaatste bij het wereldkampioenschap ijshockey voor B-landen in Eindhoven.
- 27 - Stefano Zanini wint de 31ste editie van de Amstel Gold Race.
- 27 - Op Schiermonnikoog wordt politiechef René Lancee met veel geweld gearresteerd door een arrestatieteam van justitie en politie in Groningen dat met een helikopter naar het eiland komt. Lancee wordt verdacht van incest met zijn dochter Bianca Lancee. Dit vormt het begin van de affaire Lancee. Jaren later zou Lancee worden vrijgesproken, volledig eerherstel krijgen, en een schadevergoeding van een half miljoen euro.

mei
- Benjamin Netanyahu wint de verkiezingen en wordt de nieuwe premier van Israël.
- 5 - Tsjechië verslaat Canada in de finale van het wereldkampioenschap ijshockey voor A-landen in Oostenrijk.
- 11 – Kort na de start in Miami breekt er brand uit in het laadruim van ValuJet-vlucht 592 op weg naar Atlanta door onjuist verpakte zuurstofcilinders. Het toestel, een Douglas DC-9, stort neer in de Everglades; alle 110 personen aan boord komen om.
- 12 - HGC wint de landstitel in de Nederlandse hockeyhoofdklasse door in de tweede wedstrijd van finale van de play-offs met 4-1 te winnen bij HC Bloemendaal.
- 14 - Martin Garrix (Nederlandse muziekproducent) wordt geboren.
- 19 - De hockeysters van HGC winnen de landstitel in de Nederlandse hoofdklasse door titelverdediger Kampong met 1-0 te verslaan in het tweede duel uit de finale van de play-offs.
- 20 - Het Amerikaanse Hooggerechtshof verwerpt een wet die overheden in de deelstaat Colorado verhindert om de rechten van homoseksuelen te verdedigen.
- 23 - De Zweed Göran Kropp bereikt de top van de Mount Everest alleen en zonder zuurstof nadat hij per fiets vanuit Zweden was gekomen.
- 27 - Een wapenstilstand beëindigt de eerste oorlog om Tsjetsjenië.

juni
- 1 - De nieuwe winkeltijdenwet wordt van kracht waardoor winkels in Nederland open mogen zijn tussen zes uur ‘s ochtends en tien uur 's avonds en twaalf keer per jaar op zondag.
- 10 - In Noord-Ierland beginnen vredesonderhandelingen zonder Sinn Féin.
- 12 - Een panel van federale rechters blokkeert in Philadelphia een wet tegen onfatsoenlijkheid op het internet, omdat de wet de vrijheid van meningsuiting zou beknotten.
- 13 - België schaft als laatste land in continentaal West-Europa de doodstraf officieel af.
- 15 - Zware bomaanslag in het stadscentrum van Manchester tijdens het EK voetbal.
- 30 - Duitsland wint in Londen het EK voetbal door Tsjechië in de finale met 2-1 te verslaan. In de verlenging maakt Oliver Bierhoff de zogeheten golden goal.
- juni - De in Thailand in 1993 gevonden fossielen zijn afkomstig van een Siamotyrannus isanensis, een vleesetende dynosauriër die 20 miljoen jaar geleden leefde.

juli
- 5 - De geboorte van Dolly, het eerste zoogdier dat met succes werd gekloond uit een volwassen cel.
- 7 - Richard Krajicek verslaat MaliVai Washington in de finale van Wimbledon en wordt de eerste Nederlandse Grand Slam winnaar.
- 8 - De Zwitserse Martina Hingis wordt het jongste meisje ooit dat won op het tennistoernooi van Wimbledon. Ze wint het dubbelspel bij de vrouwen op haar 15e.
- 8 - De eerste single van de Spice Girls komt uit: Wannabe.
- 15 - Een Hercules C-130 stort neer op Eindhoven Airport, 34 leden van een militair orkest komen om het leven.
- 17 - Een Boeing 747 van Trans World Airlines ontploft in volle vlucht boven de zee vlak bij Long Island, New York. Alle 230 passagiers komen om.
- 19 - Bill Clinton opent de Olympische Spelen in Atlanta in de Verenigde Staten
- 20 - De Belgische zwemmer Frédérik Deburghgraeve wint olympisch goud op de 100 meter schoolslag. Zijn tijd van 1:00.65 blijft 0,05 s. boven het wereldrecord van 1:00.60, dat hij in de voorronde vestigde.
- 21 - Bjarne Riis wint de 83ste en in 's-Hertogenbosch gestarte editie van de Ronde van Frankrijk. De Deense wielrenner doorbreekt de hegemonie van Miguel Indurain, sinds 1991 vijf keer op rij de sterkste.
- 26 - Het parlement van Madagaskar zet president Zafy wegens corruptie en machtsmisbruik uit zijn ambt.
- 27 - Op de Olympische Spelen in Atlanta wordt een bomaanslag gepleegd, waarbij een vrouw om het leven komt en 111 anderen gewond raken.
- 27 - Tijdens het Esperanto-Wereldcongres in Praag wordt het Manifest van Praag gepresenteerd. De verklaring gaat over taalrechten, behoud van taaldiversiteit en taaleducatie.

augustus
- 1 - Het gebouw van de Staten van Suriname, een 17e-eeuws houten monument, wordt door brand verwoest.
- 2 - Voor het eerst in de geschiedenis wint de Nederlandse mannenhockeyploeg de gouden medaille bij de Olympische Spelen. In de finale wordt Spanje met 3-1 verslagen, onder meer door twee doelpunten van de afzwaaiende Floris Jan Bovelander.
- 4 - De Nederlandse mannen volleybalploeg wint de gouden medaille door aartsrivaal Italië in een bloedstollende finale te verslaan met 3 tegen 2.
- Sluitingsceremonie van de Olympische Spelen in Atlanta.
- 7 - Onderzoekers van NASA beweren op een 13.000 jaar geleden ingeslagen meteoriet sporen te hebben aangetroffen van een micro-organisme dat 3 miljard jaar geleden op Mars zou hebben geleefd.
- 8 - In Karlshamn (Zweden) komen 6 Nederlandse scouts om het leven door een zwaar auto-ongeluk. 4 anderen raken zwaargewond.
- 11 - Lovers Rail start met de exploitatie met reizigerstreinen van de lijn Santpoort-Noord - IJmuiden. Er rijden 4 treinen per dag tussen Amsterdam CS en IJmuiden.
- 13 - Marc Dutroux wordt gearresteerd.
- 13 - Met de release van Internet Explorer 3 besluit Microsoft zijn browser te bundelen met zijn besturinggsysteem Windows.
- 18 - Eerste uitzending van Sport 7, een Nederlandse televisiezender voor hoofdzakelijk wedstrijden in het betaald voetbal.
- 28 - Prins Charles en Prinses Diana worden officieel gescheiden door het Britse Hooggerechtshof.
- 31 - In Nederland komt een einde aan de uitvoering van de dienstplicht, die wel in de wet blijft staan.

september
- 4 - Opening van de Erasmusbrug in Rotterdam.
- 14 - Installatie van de nieuwe Surinaamse president Jules Wijdenbosch in aanwezigheid van de radicale Amerikaan Louis Farrakhan, leider van de Nation of Islam.
- 19 - Na 150 jaar vaart de Maalboot van Oostende naar Dover voor het laatst. Zo'n 1700 mensen verliezen hun werk.
- 25 - Dakotaramp - Het vliegtuig de PH-DDA stort neer in de Waddenzee.
- 27 - Kaboel valt in handen van de Taliban.

oktober
- De uitzendingen van nieuwszender Al Jazeera gaan van start.
- 1 - De Rotterdamse burgemeester Bram Peper installeert generaal-majoor b.d. Jan Willem Brinkman als nieuwe korpschef van de politieregio Rotterdam-Rijnmond. Door conflicten wordt Brinkman al binnen een jaar op buitengewoon verlof gestuurd en kort daarop wordt ontslag verleend.
- 3 - De SEP (Samenwerkende Elektriciteitsproducenten) kondigt de sluiting aan van de kerncentrale van Dodewaard.
- 20 - De eerste witte mars wordt gehouden in Brussel als protest tegen het optreden van de overheid in de zaak-Dutroux.
- 31 - In Ierland beginnen de uitzendingen van TG4 of Teilifís na Gaeilge. Het eerste station in de Ierse taal.

november
- 5 - Bill Clinton verslaat zijn republikeinse tegenstander Bob Dole bij de presidentsverkiezingen.
- 16 - Moeder Teresa wordt erestaatsburger van de Verenigde Staten. Ze is een van de zes die deze eer te beurt valt.
- 25 - Een standbeeld ter ere van Freddie Mercury wordt onthuld in Montreux.

december
- 8 - Laatste uitzending van de failliete Nederlandse sportzender Sport 7.
- 10 - De Zuid-Afrikaanse president Mandela bekrachtigt de nieuwe grondwet van het land.
- 15 - In de Indiase stad Chennai wint de Nederlandse hockeyploeg voor de derde keer de Champions Trophy.
- 26 - JonBenét Ramsey, een schoonheidskoningin van 6 jaar, wordt dood teruggevonden in de kelder van het ouderlijke huis in Colorado.
- 29 - De regering van Guatemala en leiders van de Guatemalteekse Nationale Revolutionaire Eenheid (URNG) tekenen het akkoord van vaste en duurzame vrede, waarmee een 36 jaar oude Guatemalteekse burgeroorlog wordt beëindigd.
- 30 - In de Indische staat Assam komen 26 mensen om bij een bomaanslag op een trein, gepleegd door Bodo-separatisten.

zonder datum
- In Haïti overlijden 60 kinderen door vergiftigde glycerine die door een Nederlands bedrijf Vos is geleverd.

## Muziek

### Klassieke muziek
- 1 januari: eerste uitvoering van Entre chien et loup van Sally Beamish, een compositie uit 1978
- 23 februari: eerste uitvoering van Alma II: Lumo van Jukka Tiensuu
- maart 1996: eerste uitvoering van het Requiem in memoriam Stasys Lozoraitis van Osvaldas Balakauskas
- 1 maart: eerste publieke uitvoering van Symfonie nr. 13 van Vagn Holmboe
- 25 juni: eerste uitvoering van Cardiac Arrest van Thomas Adès
- 12 juli: eerste uitvoering van Suite nr. 1 voor cello van William Bolcom
- 20 augustus: eerste uitvoering van Passacaglia van Krzysztof Penderecki
- 11 september: eerste uitvoering van Slonimsky's earbox van John Adams
- 6 oktober: eerste voorstelling van Der König Kandaules van Alexander von Zemlinsky
- 19 oktober: eerste uitvoering van Gnarly buttons van John Adams

### Populaire muziek
Bestverkochte singles in Nederland:
1. Fugees - Killing Me Softly
2. Guus Meeuwis & Vagant - Per Spoor (Kedeng Kedeng)
3. Rob de Nijs - Banger Hart
4. The Kelly Family - I Can't Help Myself (I Love You, I Want You)
5. Los del Río - Macarena (Bayside Boys Remix)
6. Captain Jack - Captain Jack
7. Linda, Roos & Jessica - Ademnood
8. Fluitsma & Van Tijn - 15 Miljoen Mensen
9. Party Animals - Aquarius
10. Toni Braxton - Un-Break My Heart

Bestverkochte albums in Nederland:
1. Céline Dion - Falling Into You
2. Marco Borsato - Als Geen Ander
3. Andrea Bocelli - Bocelli
4. Helmut Lotti - Helmut Lotti Goes Classic
5. Alanis Morissette - Jagged Little Pill
6. Guus Meeuwis & Vagant - Verbazing
7. Michael Jackson - HIStory: Past, Present and Future, Book I
8. Frans Bauer - Voor Jou
9. Fugees - The Score
10. Eros Ramazzotti - Dove C'è Musica

## Beeldende kunst

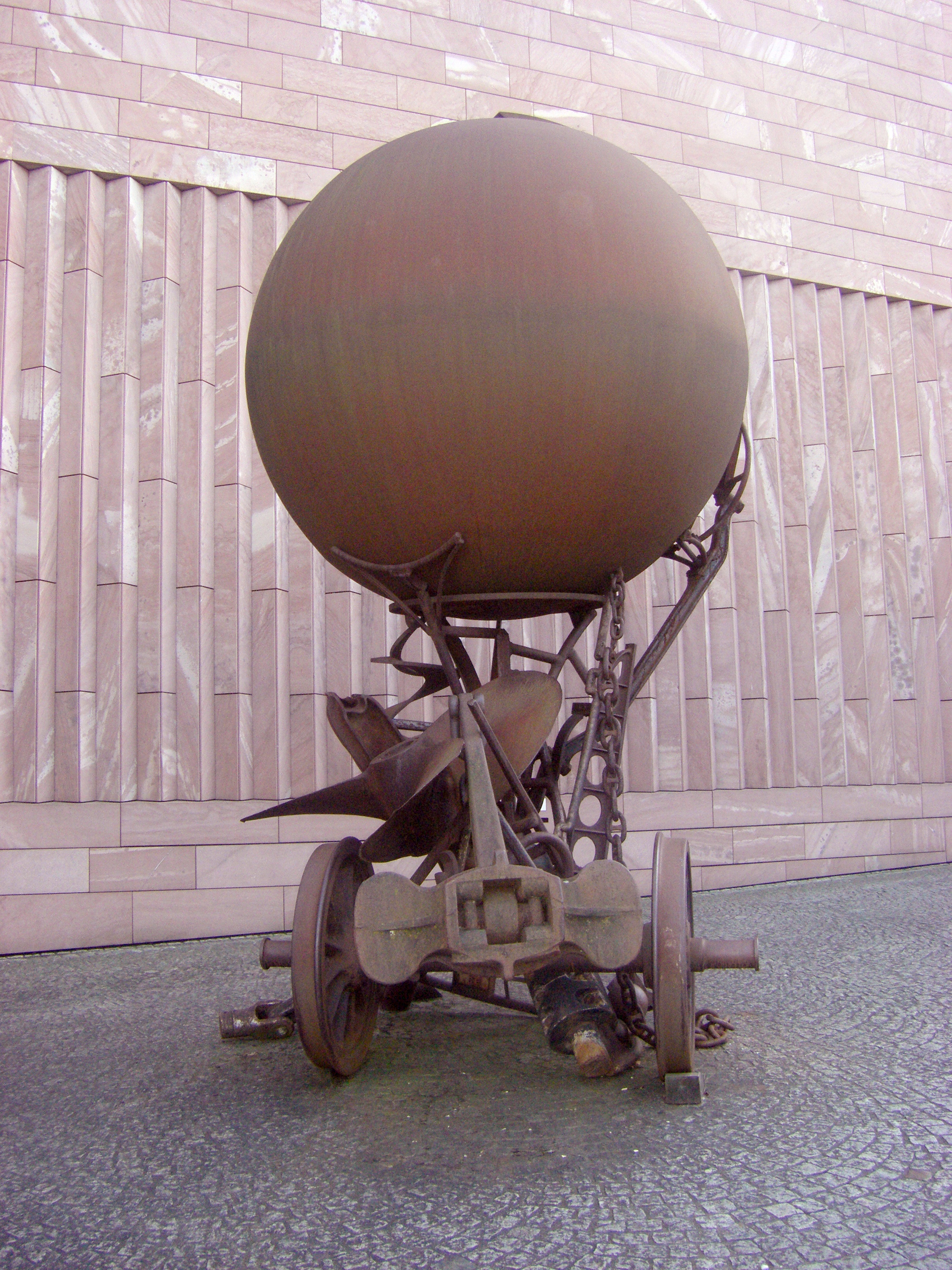
Dickfigur Beteigeuze (1996) Bernhard Luginbühl, Bazel
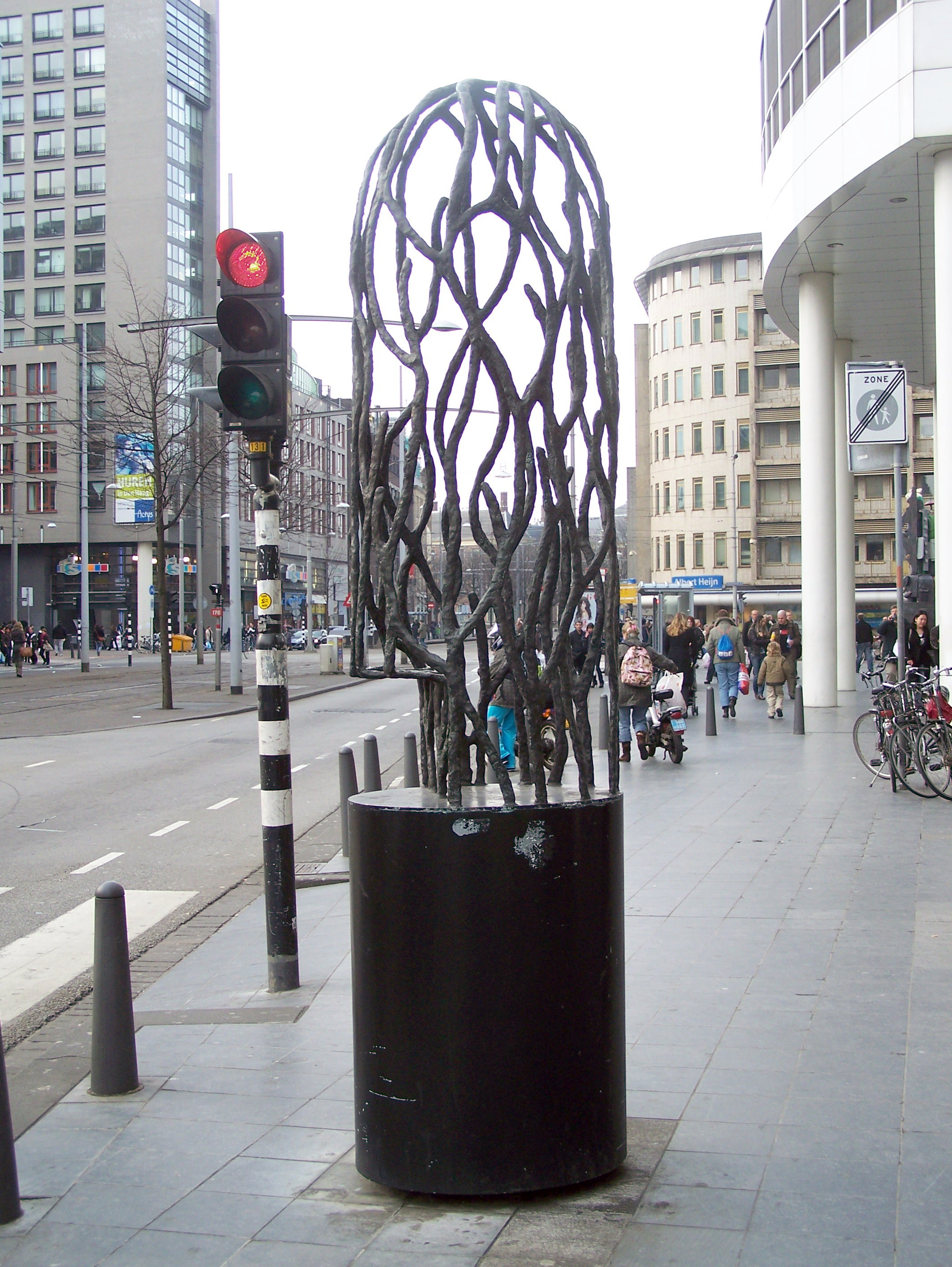
Zonder titel (1996) Sigurður Guðmundsson, Den Haag
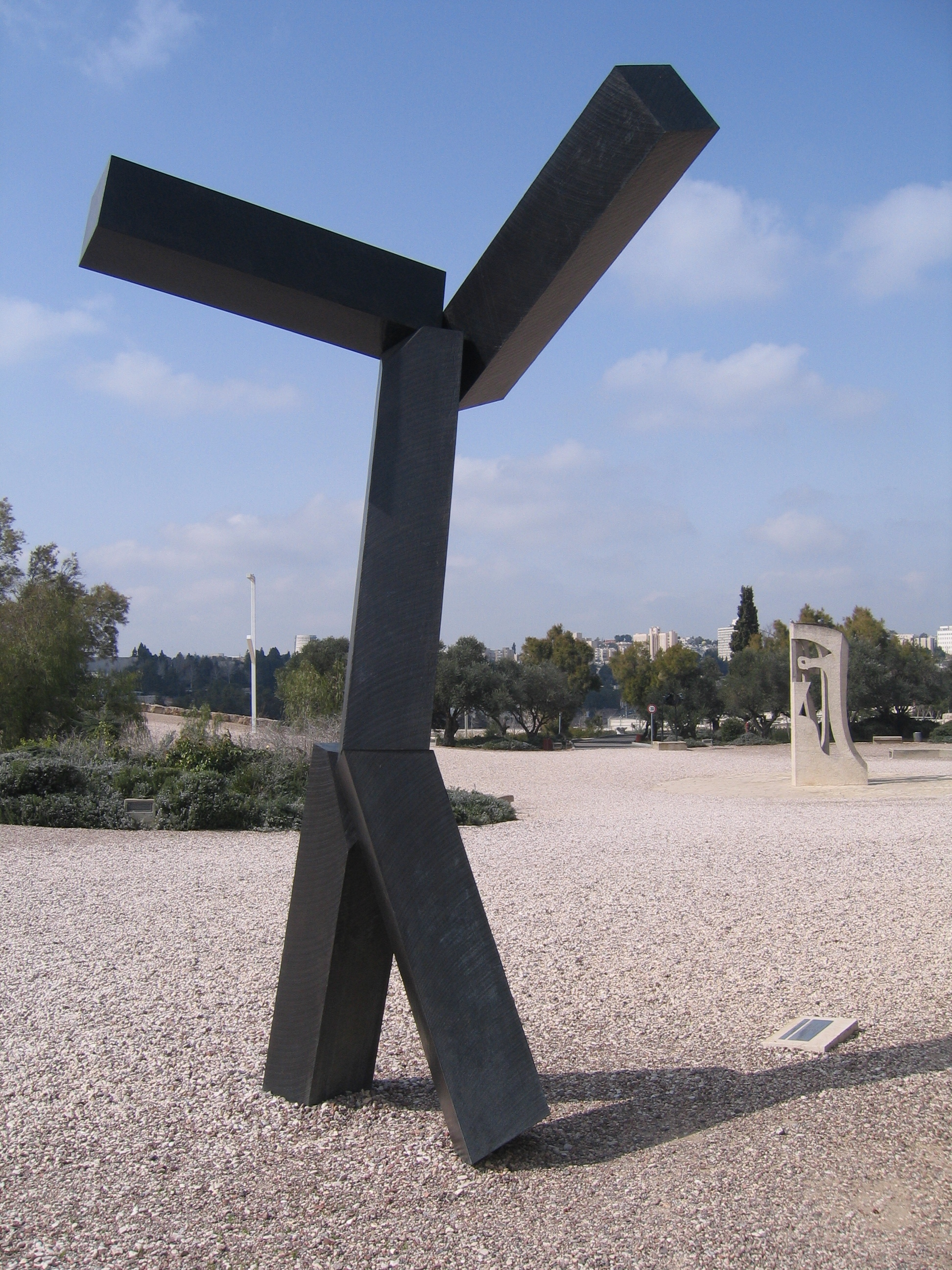
Untitled (1996) Joel Shapiro Billy Rose Art Garden, Jeruzalem

## Bouwkunst

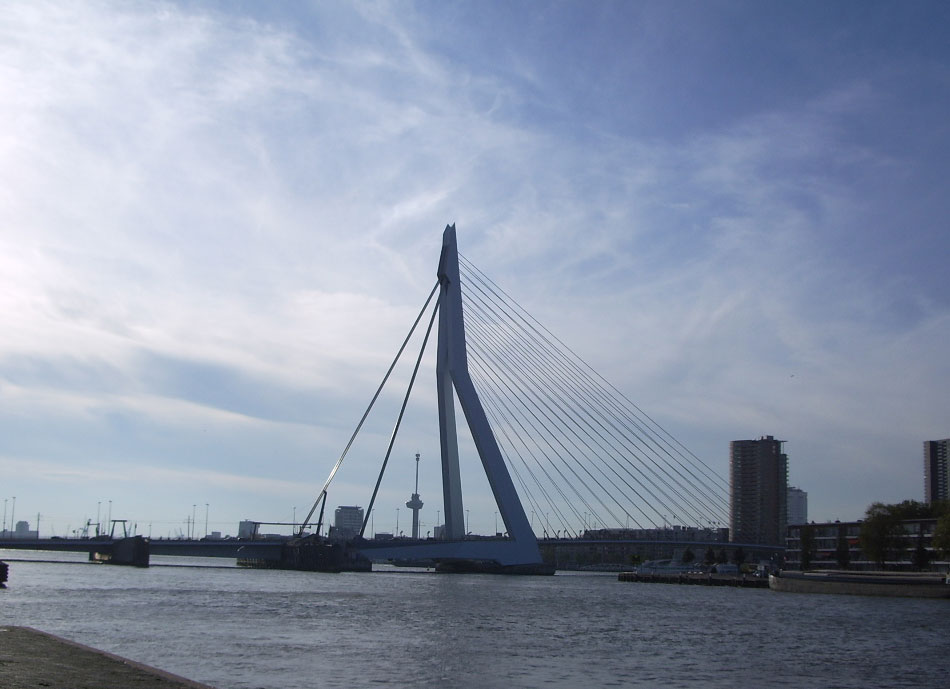
Erasmusbrug (1996) Ben van Berkel, Rotterdam
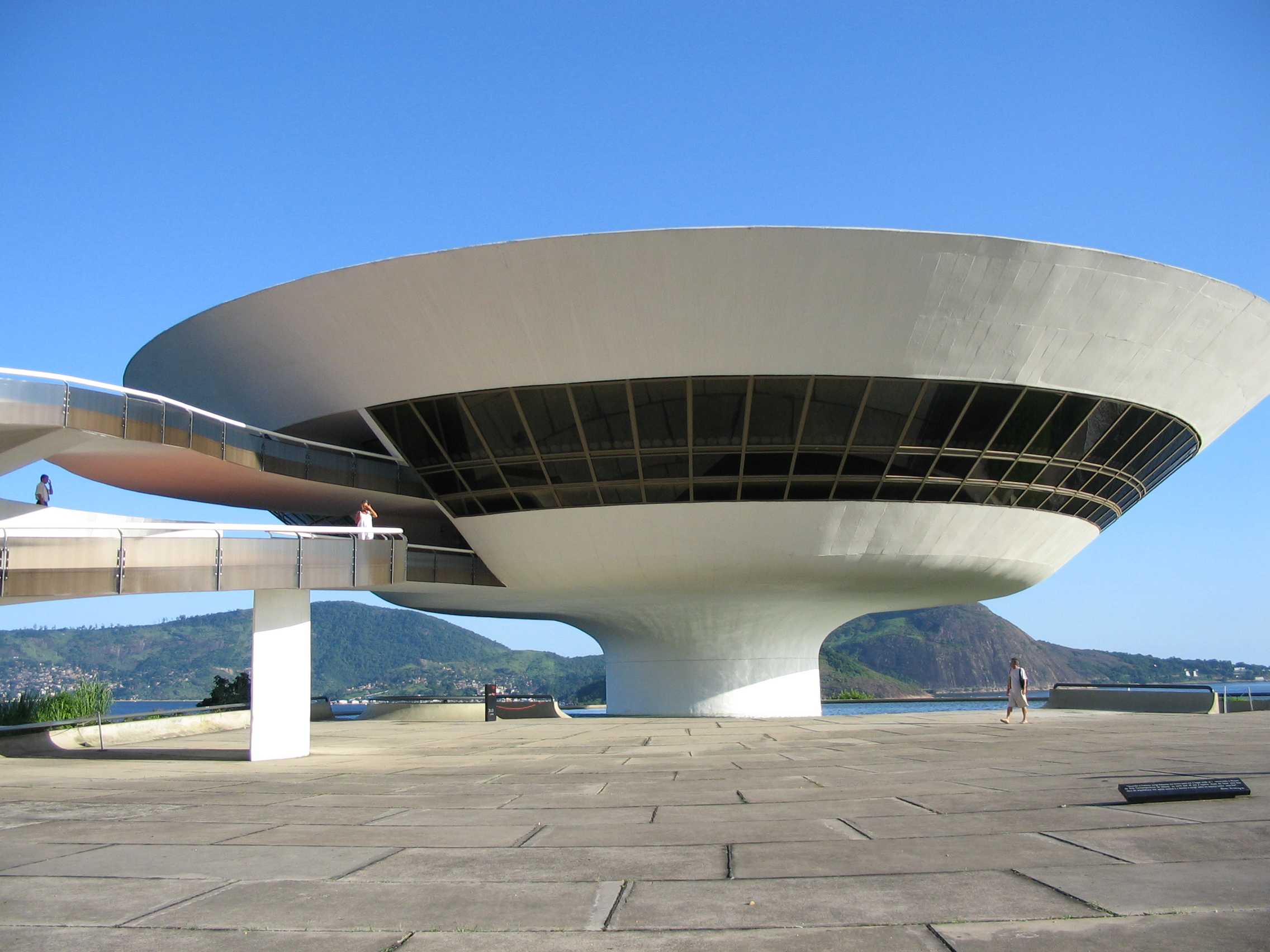
Museu de Arte Contemporânea (ontworpen 1996) Oscar Niemeyer, Niterói (bij Rio de Janeiro)

## Geboren

### Januari

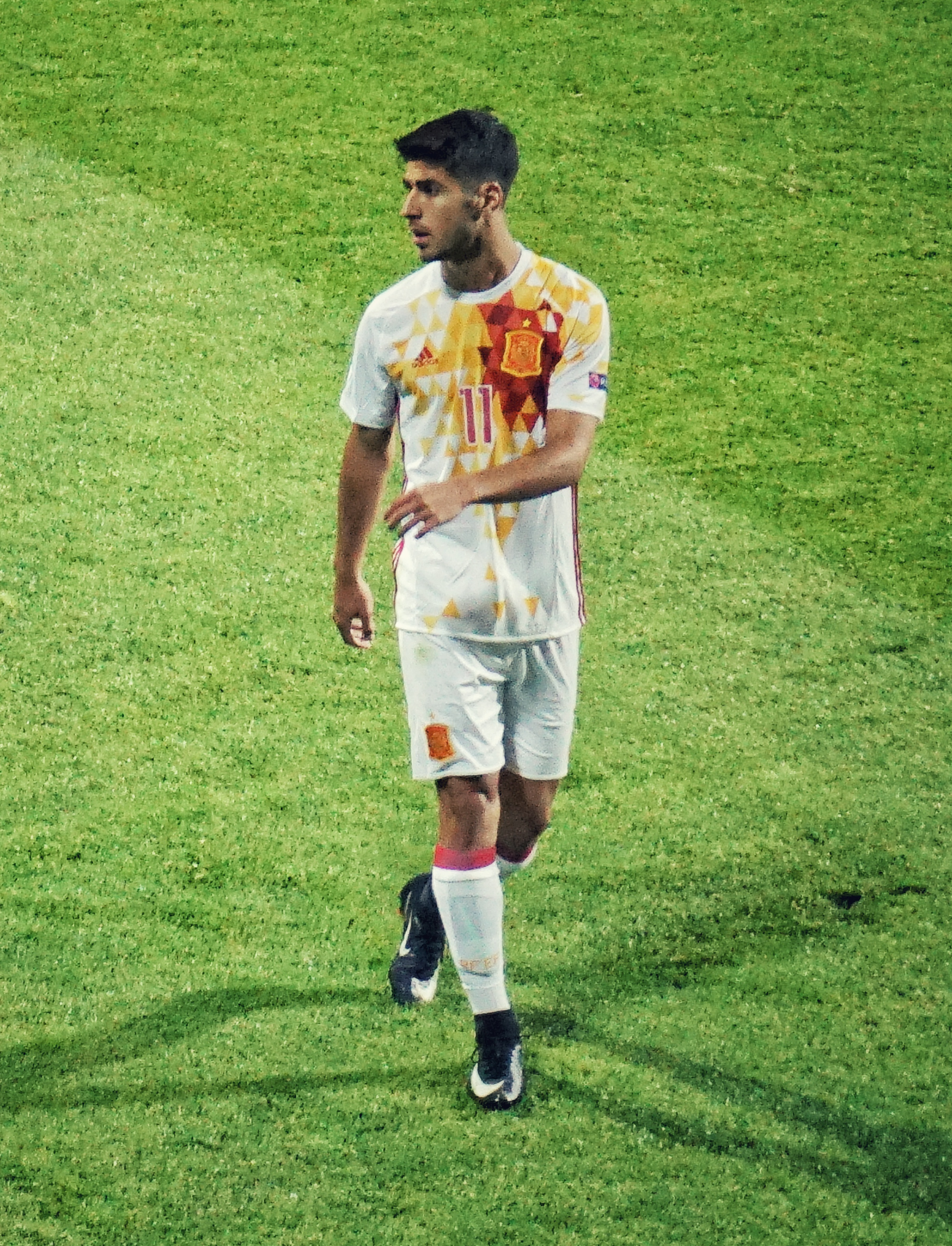
Marco Asensio,
geboren op 21 januari

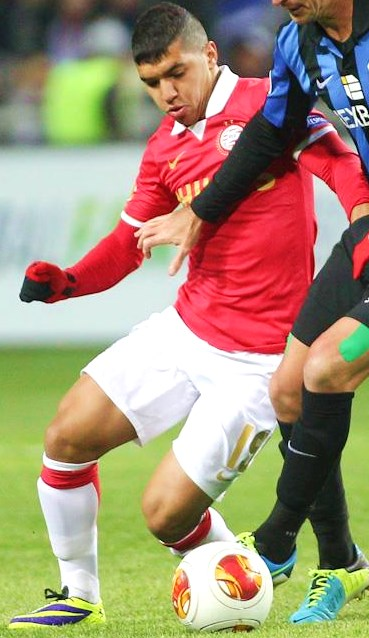
Zakaria Bakkali,
geboren op 26 januari

- 1 - Andreas Pereira, Braziliaans voetballer
- 1 - Mahmoud Dahoud, Duits voetballer
- 1 - Mathias Jensen, Deens voetballer
- 1 - Augustine Loof, Nederlands-Sierra Leoons voetballer
- 2 - Opoku Ampomah, Ghanees voetballer
- 2 - Cihat Çelik, Nederlands-Turks voetballer
- 2 - Lucien Koch, Zwitsers snowboarder
- 2 - Jules Lapierre, Frans langlaufer
- 2 - Ferdinand Omurwa, Keniaans atleet
- 2 - Yu Xiaoyu, Chinees kunstschaatsster
- 3 - Gunnar Bentz, Amerikaans zwemmer
- 3 - Naomi Van Den Broeck, Belgisch atlete
- 3 - Florence Pugh, Brits actrice
- 4 - Nico Hernandez, Amerikaans bokser
- 5 - Nicol Delago, Italiaans alpineskiester
- 5 - Jeen de Jong, Nederlands wielrenner
- 5 - Zinédine Machach, Frans voetballer
- 5 - Óscar Tunjo, Colombiaans autocoureur
- 6 - Thiago Rodrigues da Silva, Braziliaans voetballer
- 7 - Fu Yuanhui, Chinees zwemster
- 8 - Obbi Oulare, Belgisch voetballer
- 8 - Emma Heesters, Nederlands zangeres
- 10 - Andrea Migno, Italiaans motorcoureur
- 10 - Damien Mouchamps, Belgisch voetballer
- 10 - Andi Naude, Canadees freestyleskiester
- 10 - Ahmed Sayed, Egyptisch voetballer
- 10 - Vincent Schmidt, Nederlands voetballer
- 11 - Ulisses Garcia, Portugees voetballer
- 11 - Diadie Samassékou, Malinees voetballer
- 11 - Leroy Sané, Duits voetballer
- 11 - Stef Gronsveld, Nederlands voetballer
- 11 - David Sambissa, Gabonees-Frans voetballer
- 12 - Ella Henderson, Brits zangeres
- 15 - Dove Cameron, Amerikaans actrice
- 15 - Jake Dixon, Brits motorcoureur
- 15 - Rick Ketting, Nederlands voetballer
- 15 - Romano Fenati, Italiaans motorcoureur
- 15 - Katharina Truppe, Oostenrijks alpineskiester
- 16 - Amber Barrett, Iers voetbalster
- 16 - Caio Rangel, Braziliaans voetballer
- 17 - Klaus Mäkelä, Fins dirigent en cellist
- 18 - Kylie Masse, Canadees zwemster
- 19 - Max Clark, Engels voetballer
- 19 - Mathias Graf, Oostenrijks alpine- en freestyleskiër
- 19 - Marcel Hartel, Duits voetballer
- 19 - Lyes Houri, Frans voetballer
- 19 - Breezy Johnson, Amerikaans alpineskiester
- 19 - Jakub Jankto, Tsjechisch voetballer
- 19 - Hervé Matthys, Belgisch voetballer
- 19 - Nemanja Mihajlović, Servisch voetballer
- 19 - Arno Monsecour, Belgisch voetballer
- 19 - Mamadou Tounkara, Senegalees voetballer
- 21 - Marco Asensio, Spaans voetballer
- 21 - Cristian Pavón, Argentijns voetballer
- 21 - Florian Wilmsmann, Duits freestyleskiër
- 22 - Jana Kirpitsjenko, Russisch langlaufster
- 23 - Thomas Covington, Amerikaans motorcrosser
- 24 - Patrik Schick, Tsjechisch voetballer
- 25 - Tati Gabrielle, Amerikaans actrice
- 25 - Omid Popalzay, Afghaans voetballer
- 26 - Zakaria Bakkali, Belgisch voetballer
- 26 - Igor Decraene, Belgisch wielrenner (overleden 2014)
- 26 - Nora Foss Al-Jabri, Noors zangeres
- 26 - Hwang Hee-chan, Zuid-Koreaans voetballer
- 27 - Esmee Visser, Nederlands langebaanschaatsster
- 28 - Milan Gajić, Kroatisch/Servisch voetballer
- 28 - Andrea Hauksdóttir, IJslands voetbalster
- 29 - Orkan Çınar, Duits/Turks voetballer
- 29 - Elena Møller-Rigas, Deens schaatsster
- 29 - Vito van Crooij, Nederlands voetballer
- 30 - Eero Hirvonen, Fins noordsecombinatieskiër
- 31 - Master KG, Zuid-Afrikaans muziekproducent

### Februari

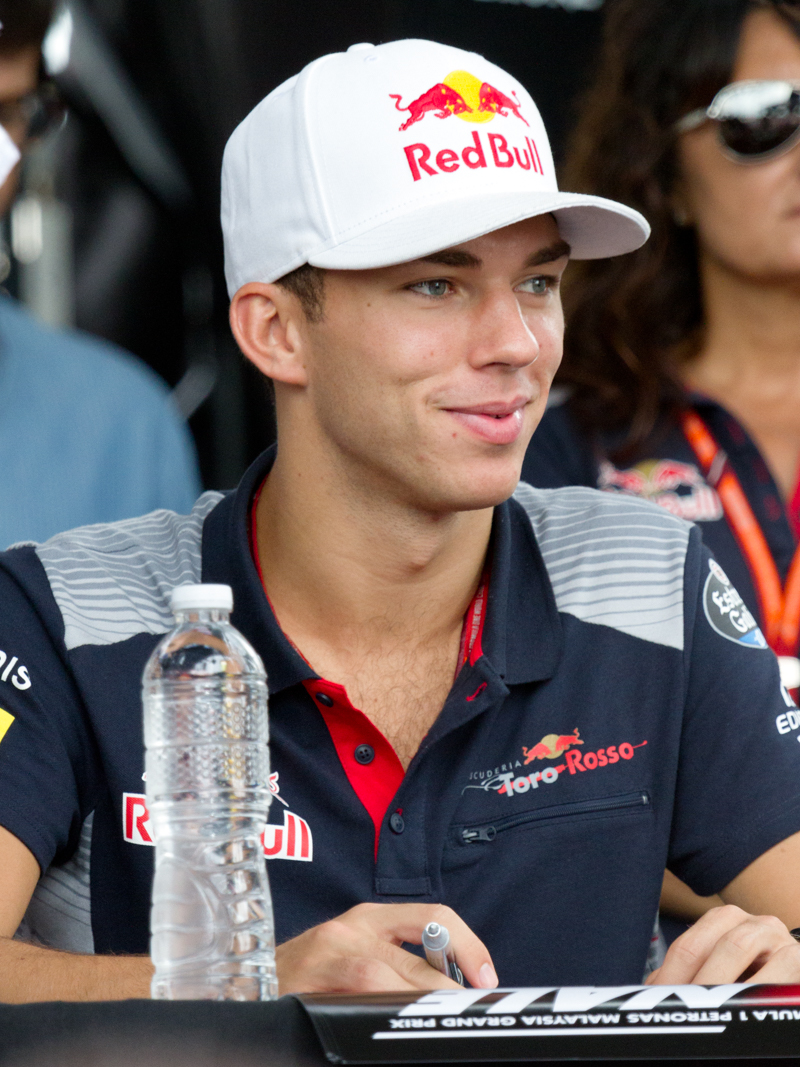
Pierre Gasly,
geboren op 7 februari

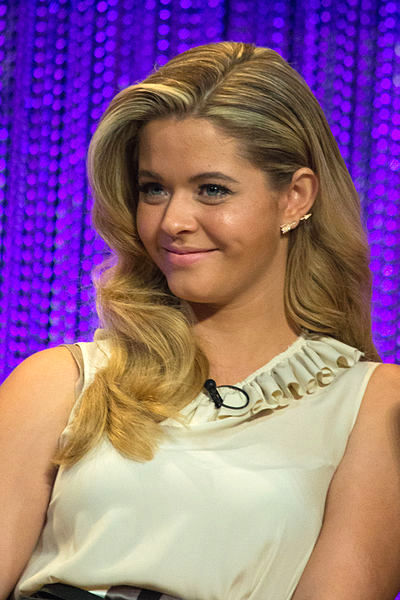
Sasha Pieterse,
geboren op 17 februari

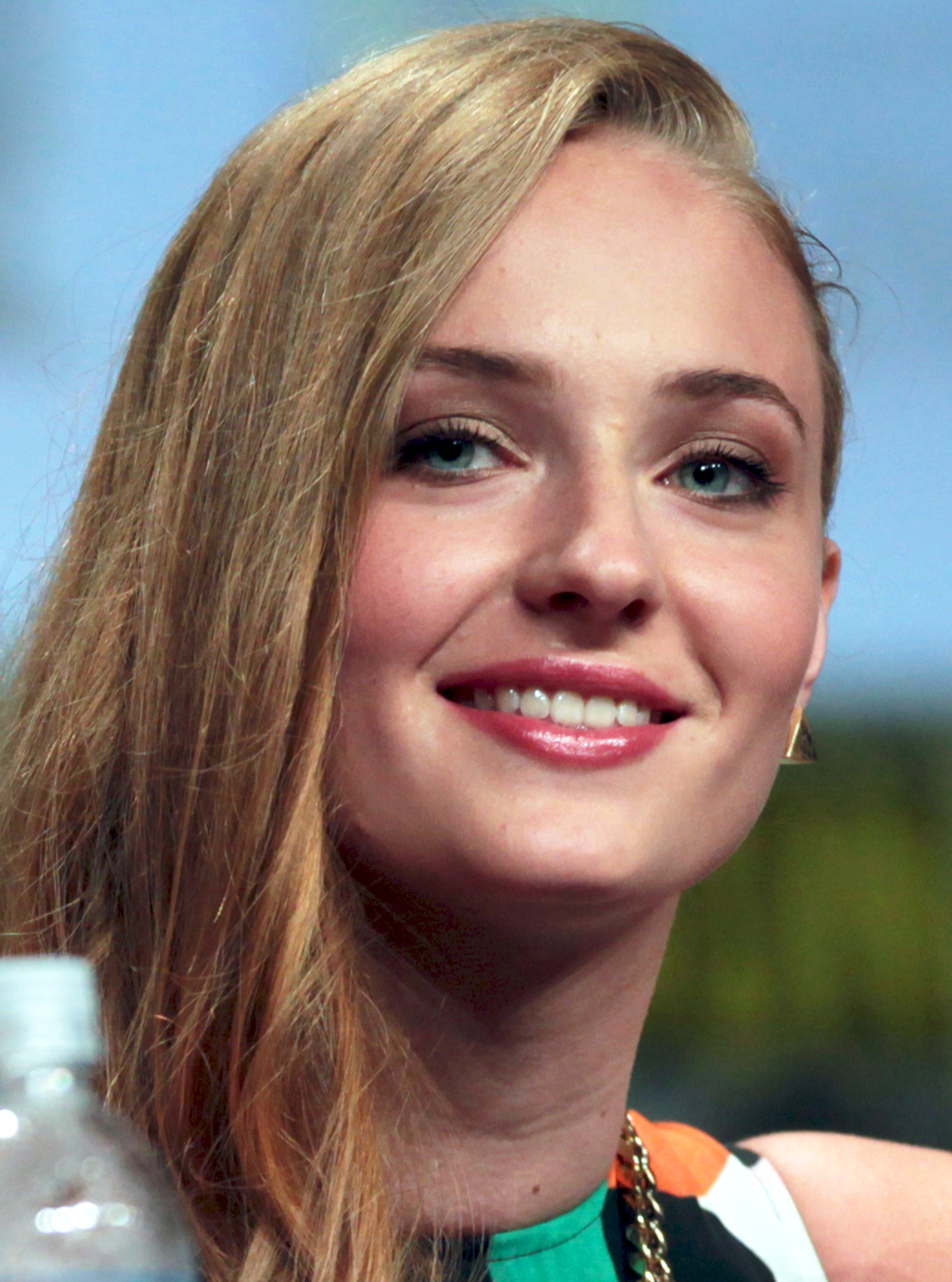
Sophie Turner,
geboren op 21 februari

- 1 - Ahmad Abughaush, Jordaans taekwondoka
- 1 - Wojdan Shaherkani, Saoedisch judoka
- 2 - Sophie Taylor, Brits zwemster
- 3 - Jorge Navarro, Spaans motorcoureur
- 4 - Michela Cambiaghi, Italiaans voetbalster
- 4 - Noemie Thomas, Canadees zwemster
- 6 - Maud Megens, Nederlands waterpolospeler
- 6 - Michele Rocca, Italiaans voetballer
- 7 - Agnese Āboltiņa, Lets alpineskiester
- 7 - Pierre Gasly, Frans autocoureur
- 9 - Jimmy Bennett, Amerikaans acteur
- 9 - Darcy Sharpe, Canadees snowboarder
- 10 - Aitor Cantalapiedra, Spaans voetballer
- 10 - Brianna Throssell, Australisch zwemster
- 10 - Robert Vișoiu, Roemeens autocoureur
- 11 - Michael Murillo, Panamees voetballer
- 11 - Joris Nieuwenhuis, Nederlands veldrijder en wielrenner
- 11 - Jonathan Tah, Duits voetballer
- 11 - Lucas Torreira, Uruguayaans voetballer
- 11 - Melvin Vissers, Nederlands voetballer
- 13 - Noel Borshi, Albanees zwemster
- 13 - Frank de Wit, Nederlands judoka
- 14 - Lucas Hernández, Frans voetballer
- 14 - Viktor Kovalenko, Oekraïens voetballer
- 14 - Cameron Twynham, Brits autocoureur
- 15 - Synne Jensen, Noors voetbalster
- 16 - Eleonora Goldoni, Italiaans voetbalster
- 16 - Hanna Sola, Wit-Russisch biatleet
- 17 - Sasha Pieterse, Zuid-Afrikaans actrice
- 18 - Oussama Nabil, Marokkaans atleet
- 18 - Yang Jiayu, Chinees atlete
- 18 - Oussama Zamouri, Nederlands-Marokkaans voetballer
- 19 - Beni Badibanga, Belgisch voetballer
- 19 - Delfina Chaves, Argentijns actrice
- 19 - Matt Solomon, autocoureur uit Hongkong
- 21 - Norbert Balogh, Hongaars voetballer
- 21 - Janneke Ennema, Nederlands voetbalster
- 21 - Sophie Turner, Brits actrice
- 22 - Ewelina Kamczyk, Pools voetbalster
- 23 - Niccolò Antonelli, Italiaans motorcoureur
- 24 - Andrea Palazzi, Italiaans voetballer
- 24 - Kira Weidle, Duits alpineskiester
- 26 - Lars Balk, Nederlands hockeyer
- 26 - Samet Bulut, Nederlands-Turks voetballer
- 26 - Runar Espejord, Noors voetballer
- 26 - Oussama Idrissi, Marokkaans-Nederlands voetballer
- 27 - Marta Bassino, Italiaans alpineskiester
- 27 - Aurélien Paret-Peintre, Frans wielrenner
- 28 - Marrit Jasper, Nederlands volleybalster
- 28 - Danilo Barbosa da Silva, Braziliaans voetballer
- 28 - Leungo Scotch, Botswaans atleet
- 28 - Shi Yuqi, Chinees badmintonner
- 29 - Reece Prescod, Brits atleet

### Maart

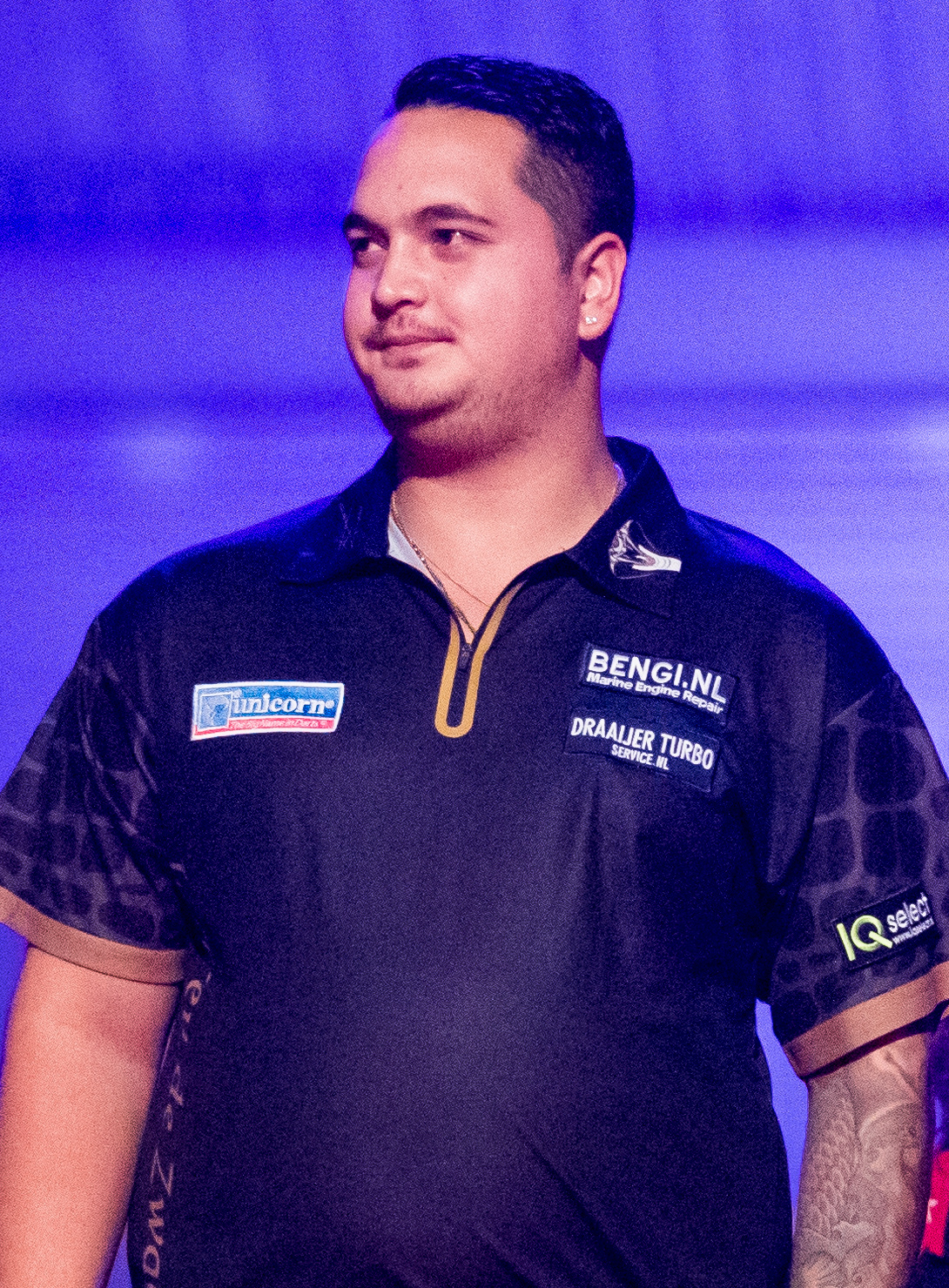
Jeffrey de Zwaan,
geboren op 26 maart

- 1 - Salem Eid Yaqoob, Bahreins atleet
- 1 - Ye Shiwen, Chinees zwemster
- 1 - Rubio Rubin, Amerikaans-Mexicaans voetballer
- 2 - Roland Baas, Nederlands voetballer
- 3 - Alexandra Edebo, Zweeds freestyleskiester
- 3 - Cem Unal, Belgisch-Turks voetballer
- 4 - Daniela Maier, Duits freestyleskiester
- 4 - Antonio Sanabria, Paraguayaans voetballer
- 5 - Franco Acosta, Uruguayaans voetballer (overleden 2021)
- 5 - Kyle Kaiser, Amerikaans autocoureur
- 6 - Christian Coleman, Amerikaans atleet
- 6 - Yan Han, Chinees kunstschaatser
- 6 - Timo Werner, Duits voetballer
- 7 - Kim Meylemans, Belgisch skeletonster
- 7 - Manel Navarro, Spaans zanger
- 7 - Mia Nicolai, Nederlands zangeres
- 7 - Bart Nieuwkoop, Nederlands voetballer
- 7 - Jasha Rudge, Nederlands acteur en zanger
- 7 - Cierra Runge, Amerikaans zwemster
- 9 - Sudirman Hadi, Indonesisch atleet
- 10 - Miglė Marozaitė, Litouws baanwielrenster
- 11 - Matthew Ridenton, Nieuw-Zeelands voetballer
- 12 - Philo Paz Patric Armand, Indonesisch autocoureur
- 12 - Tom Booth-Amos, Brits motorcoureur
- 12 - Robert Murić, Kroatisch voetballer
- 13 - Gabby DeLoof, Amerikaans zwemster
- 13 - Nathan Allan de Souza, Braziliaans voetballer
- 14 - Moa Høgdahl, Noors handbalster
- 15 - Léon Deffontaines, Frans politicus
- 15 - Levin Öztunalı, Duits voetballer
- 16 - Ivan Toney, Engels voetballer
- 16 - Marcos Siebert, Argentijns autocoureur
- 17 - Arturo Calabresi, Italiaans voetballer
- 17 - Viola Calligaris, Zwitsers voetbalster
- 18 - Damian van Bruggen, Nederlands voetballer
- 18 - Madeleine Carroll, Amerikaans actrice
- 18 - Michelle Dekker, Nederlands snowboarder
- 18 - Bieke Vandenbussche, Belgisch voetbalster
- 20 - Cecilie Fiskerstrand, Noors voetbalster
- 20 - Thomas Oude Kotte, Nederlands voetballer
- 20 - Puck Moonen, Nederlands wielrenster
- 21 - Lisanne Leeuwenkamp, Nederlands sopraan
- 21 - Aurora Mikalsen, Noors voetbalster
- 23 - Alexander Albon, Brits/Thais autocoureur
- 23 - Delphine Claudel, Frans langlaufster
- 23 - Kimberley Le Court, Zuid-Afrikaans-Mauritiaans wielrenster
- 24 - Valentino Lazaro, Oostenrijks voetballer
- 25 - Laurent Dumais, Canadees freestyleskiër
- 25 - Gerry Vlak, Nederlands voetballer
- 26 - Jonathan Bamba, Frans-Ivoriaans voetballer
- 26 - Jeffrey de Zwaan, Nederlands darter
- 27 - Marjolein van 't Geloof, Nederlands wielrenster
- 27 - Jake Hesketh, Engels voetballer
- 27 - Joey Mawson, Australisch autocoureur
- 28 - Benjamin Pavard, Frans voetballer
- 28 - Ramona Theresia Hofmeister, Duits snowboardster
- 28 - Dimitri Juliet, Nederlands atleet
- 30 - Nayef Aguerd, Marokkaans voetballer

### April

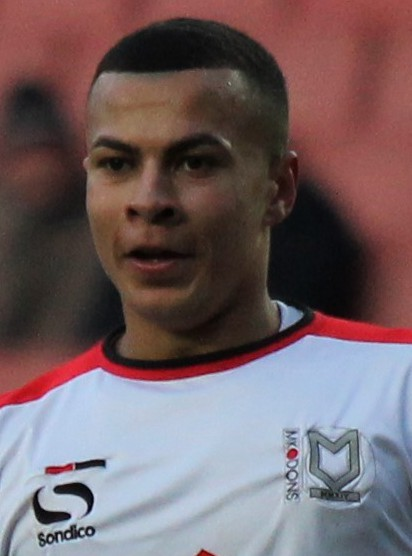
Dele Alli,
geboren op 11 april

- 1 - Nassim Amaarouk, Nederlands voetballer
- 1 - Pablo Clavería, Spaans voetballer
- 1 - Pelle van Amersfoort, Nederlands voetballer
- 1 - Jan Thomas Jenssen, Noors langlaufer
- 1 - Nikola Zdráhalová, Tsjechisch langebaanschaatsster
- 2 - Zach Bryan, Amerikaans singer-songwrtiter
- 2 - André Onana, Kameroenees voetballer
- 2 - Nina Ortlieb, Oostenrijks alpineskiester
- 4 - Jeanne Goursaud, Duits-Frans actrice
- 4 - Austin Mahone, Amerikaans zanger
- 4 - William Spetz, Zweeds acteur
- 4 - Nikita Zlobin, Russisch autocoureur
- 5 - Nicolas Beer, Deens autocoureur
- 5 - Flemming, Nederlands zanger
- 6 - Federico Caricasulo, Italiaans motorcoureur
- 7 - Laurie Blouin, Canadees snowboardster
- 7 - Josh Cullen, Engels/Iers voetballer
- 7 - Yann Ehrlacher, Frans autocoureur
- 7 - Thomas Randle, Australisch autocoureur
- 8 - Alexander Helgi Sigurðarson, IJslands voetballer
- 8 - Gabriel Cullaigh, Engels wielrenner
- 9 - Pauline Burlet, Belgisch actrice
- 9 - Giovani Lo Celso, Argentijns voetballer
- 10 - Andreas Christensen, Deens voetballer
- 10 - Loïc Nottet, Belgisch zanger, componist en danser
- 11 - Dele Alli, Engels voetballer
- 11 - Leandro Burgois, Argentijns wielrenner
- 12 - Jan Bednarek, Pools voetballer
- 12 - Aaron Blunck, Amerikaans freestyleskiër
- 12 - Jelizaveta Koelitsjkova, Russisch tennisspeelster
- 12 - Justin Mathieu, Nederlands voetballer
- 12 - Rodrigo Quirino, Braziliaans wielrenner
- 12 - Anton Salétros, Zweeds voetballer
- 13 - Marko Grujić, Servisch voetballer
- 13 - Kristoffer Halvorsen, Noors wielrenner
- 14 - Abigail Breslin, Amerikaans actrice
- 14 - Karel Hanika, Tsjechisch motorcoureur
- 14 - Patrick Joosten, Nederlands voetballer
- 15 - Patrick Kujala, Fins autocoureur
- 15 - Kyra Lamberink, Nederlands baanwielrenster
- 15 - Rokas Zaveckas, Litouws alpineskiër
- 16 - Anya Taylor-Joy, Amerikaans-Argentijns-Brits actrice
- 17 - Dee Dee Davis, Amerikaans actrice
- 17 - Tony van Diepen, Nederlands atleet
- 17 - Inessa Kaagman, Nederlands voetbalster
- 18 - Mariah Bell, Amerikaans kunstschaatsster
- 18 - Denzel Dumfries, Nederlands voetballer
- 18 - Finn Stokkers, Nederlands voetballer
- 19 - Sanneke de Neeling, Nederlands langebaanschaatsster
- 19 - Erik Valnes, Noors langlaufer
- 20 - Divine Naah, Ghanees voetballer
- 21 - Luisa Neubauer, Duits klimaatactiviste
- 21 - Esmee Vermeulen, Nederlands zwemster
- 22 - Elsie Bay, Noors zangeres
- 22 - Romy Pansters, Nederlands paralympisch zwemster
- 22 - Adrian Pertl, Oostenrijks alpineskiër
- 23 - Álex Márquez, Spaans motorcoureur
- 24 - Ashleigh Barty, Australisch tennisster
- 24 - Jack Byrne, Iers voetballer
- 24 - Anna Hopkin, Brits zwemster
- 24 - Ukyo Sasahara, Japans autocoureur
- 25 - Allisyn Ashley Arm, Amerikaans actrice
- 25 - Liam Henderson, Schots voetballer
- 25 - Mack Horton, Australisch zwemmer
- 25 - Daniel Martínez, Colombiaans wielrenner
- 25 - Nils van der Poel, Zweeds langebaanschaatser
- 26 - Theoson Siebatcheu, Amerikaans/Frans voetballer
- 28 - Luana Bühler, Zwitsers voetbalster
- 28 - Bob Offenberg, Nederlands zanger
- 28 - Tony Revolori, Amerikaans acteur
- 30 - Florian Alt, Duits motorcoureur
- 30 - Felicitas Rauch, Duits voetbalster

### Mei

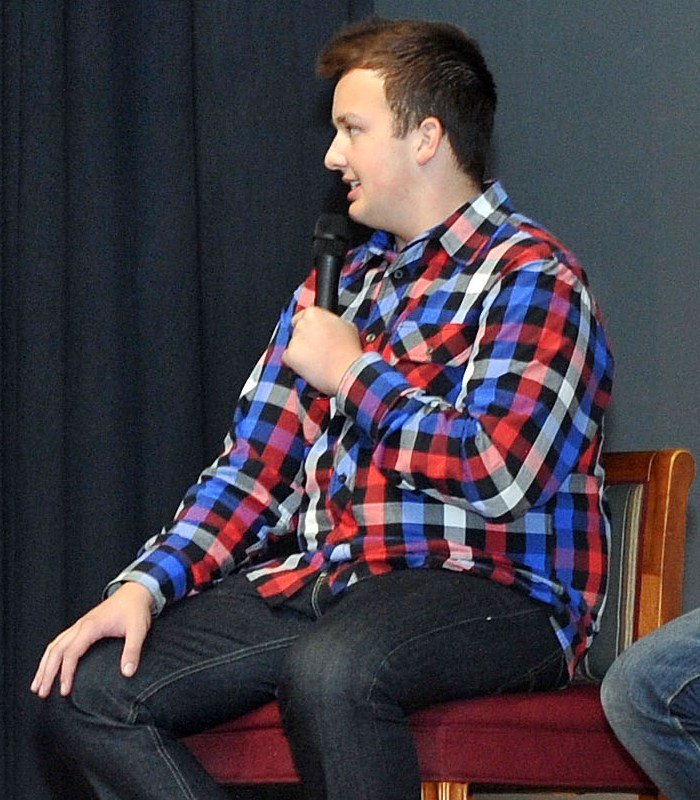
Noah Munck,
geboren op 3 mei

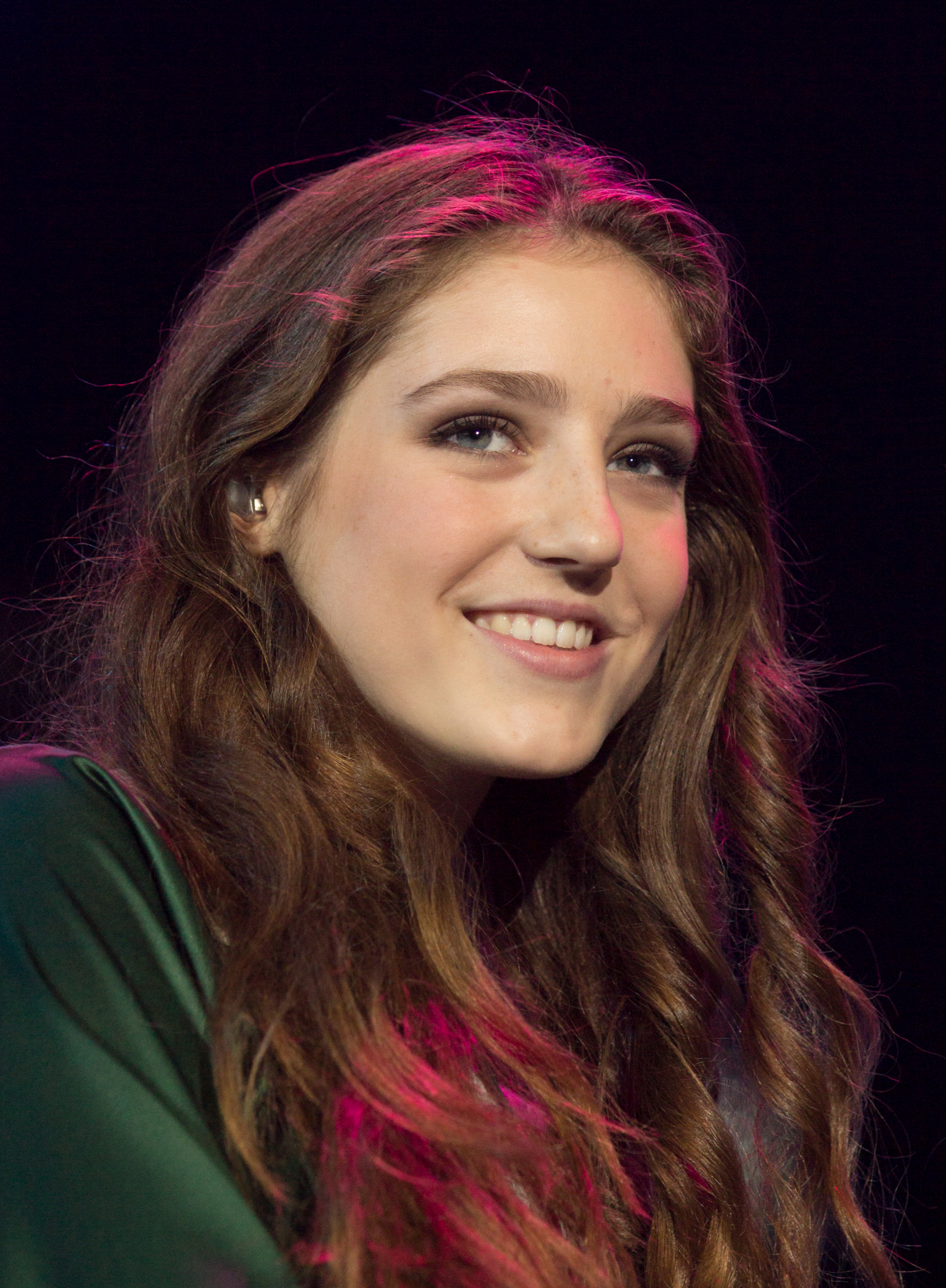
Jasmine van den Bogaerde,
geboren op 15 mei

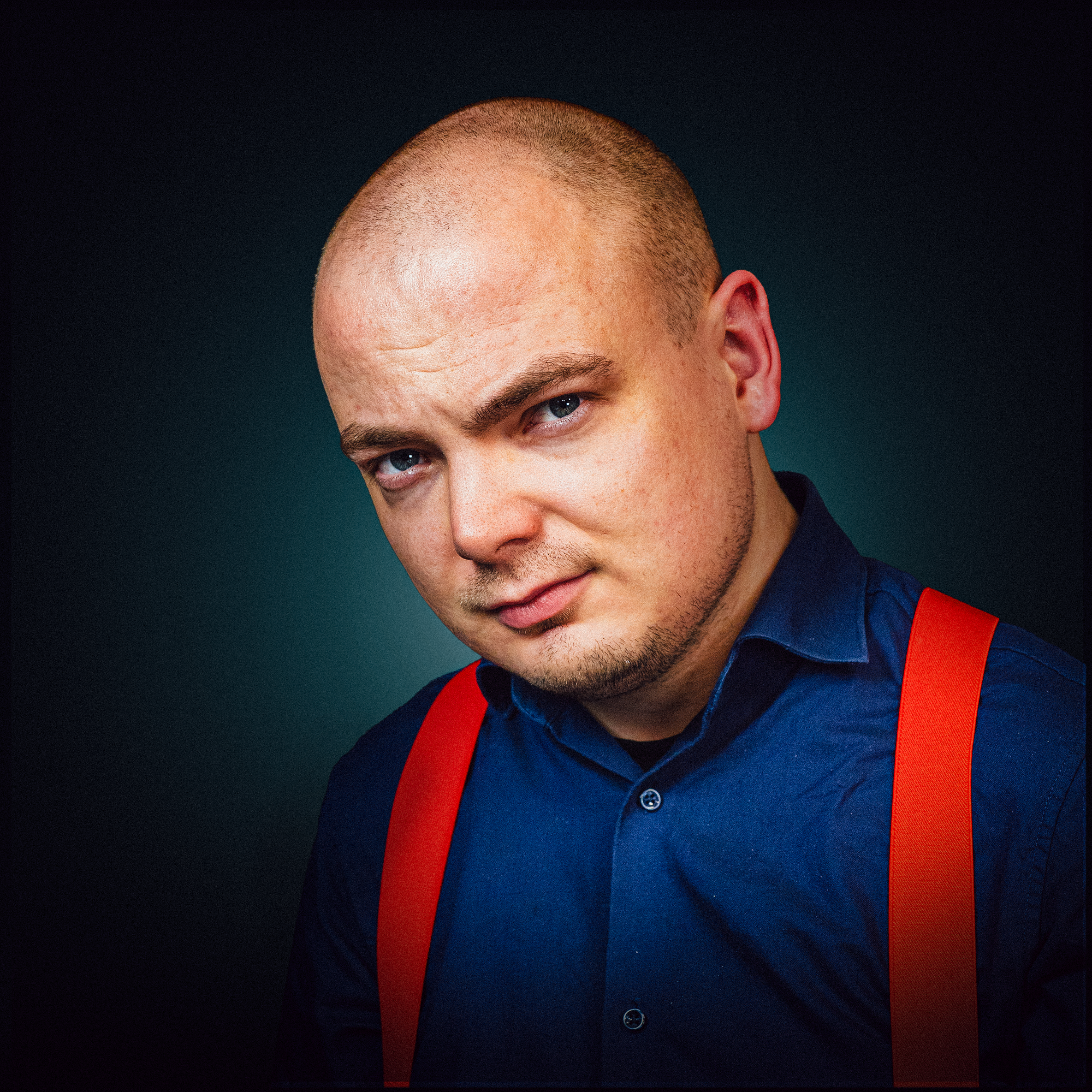
Sven van der Meulen,
geboren op 25 mei

- 1 - Danique Kerkdijk, Nederlands voetbalster
- 1 - Michael Seaton, Jamaicaans voetballer
- 2 - Julian Brandt, Duits voetballer
- 3 - Alex Iwobi, Nigeriaans voetballer
- 3 - Noah Munck, Amerikaans acteur en dj
- 3 - Levi Opdam, Nederlands voetballer
- 3 - Philipp Öttl, Duits motorcoureur
- 4 - Abdou Diallo, Senegalees-Frans voetballer
- 4 - Arielle Gold, Amerikaans snowboardster
- 5 - Ante Blažević, Kroatisch voetballer
- 5 - Lisa Bratton, Amerikaans zwemster
- 5 - Matheus Pereira, Braziliaans voetballer
- 7 - Zakaria El Azzouzi, Nederlands-Marokkaans voetballer
- 7 - Jasmi Joensuu, Fins langlaufster
- 8 - 6ix9ine, Amerikaans rapper
- 9 - Adam Ťoupalík, Tsjechisch veldrijder
- 10 - Kateřina Siniaková, Tsjechisch tennisster
- 12 - Raoul Hyman, Zuid-Afrikaans autocoureur
- 13 - Ferenc Ficza, Hongaars autocoureur
- 13 - Damon Mirani, Nederlands voetballer
- 14 - Martin Garrix, Nederlands dj
- 14 - Arnaud Tissières, Zwitsers wielrenner
- 14 - Catarina Vieira, Nederlands politica
- 15 - Birdy (Jasmine van den Bogaerde), Brits zangeres
- 15 - Sara Thrige, Deens voetbalster
- 16 - José Mauri, Italiaans-Argentijns voetballer
- 17 - Ryan Ochoa, Amerikaans acteur
- 17 - Timo Wils, Nederlands acteur
- 18 - Violett Beane, Amerikaans actrice
- 18 - Yuki Kadono, Japans snowboarder
- 19 - Kelvin Boerma, Nederlands YouTube-persoonlijkheid
- 19 - Pelle Clement, Nederlands voetballer
- 20 - Antonio Fuoco, Italiaans autocoureur
- 20 - Niek Kimmann, Nederlands BMX'er
- 20 - Kamia Yousufi, Afghaans atlete
- 21 - Karen Chatsjanov, Russisch tennisser
- 22 - Adrián Cubas, Argentijns voetballer
- 23 - Katharina Althaus, Duits schansspringster
- 25 - Sven van der Meulen, Nederlands journalist
- 26 - Tarik Kada, Marokkaans-Nederlands voetballer
- 29 - Xavier Pinsach, Spaans motorcoureur
- 29 - India Sherret, Canadees freestyleskiester
- 30 - Aleksandr Golovin, Russisch voetballer
- 30 - Abner Felipe Souza de Almeida, Braziliaans voetballer
- 31 - Simone Scuffet, Italiaans voetballer
- 31 - Robin Lenaerts, Belgisch voetballer

### Juni

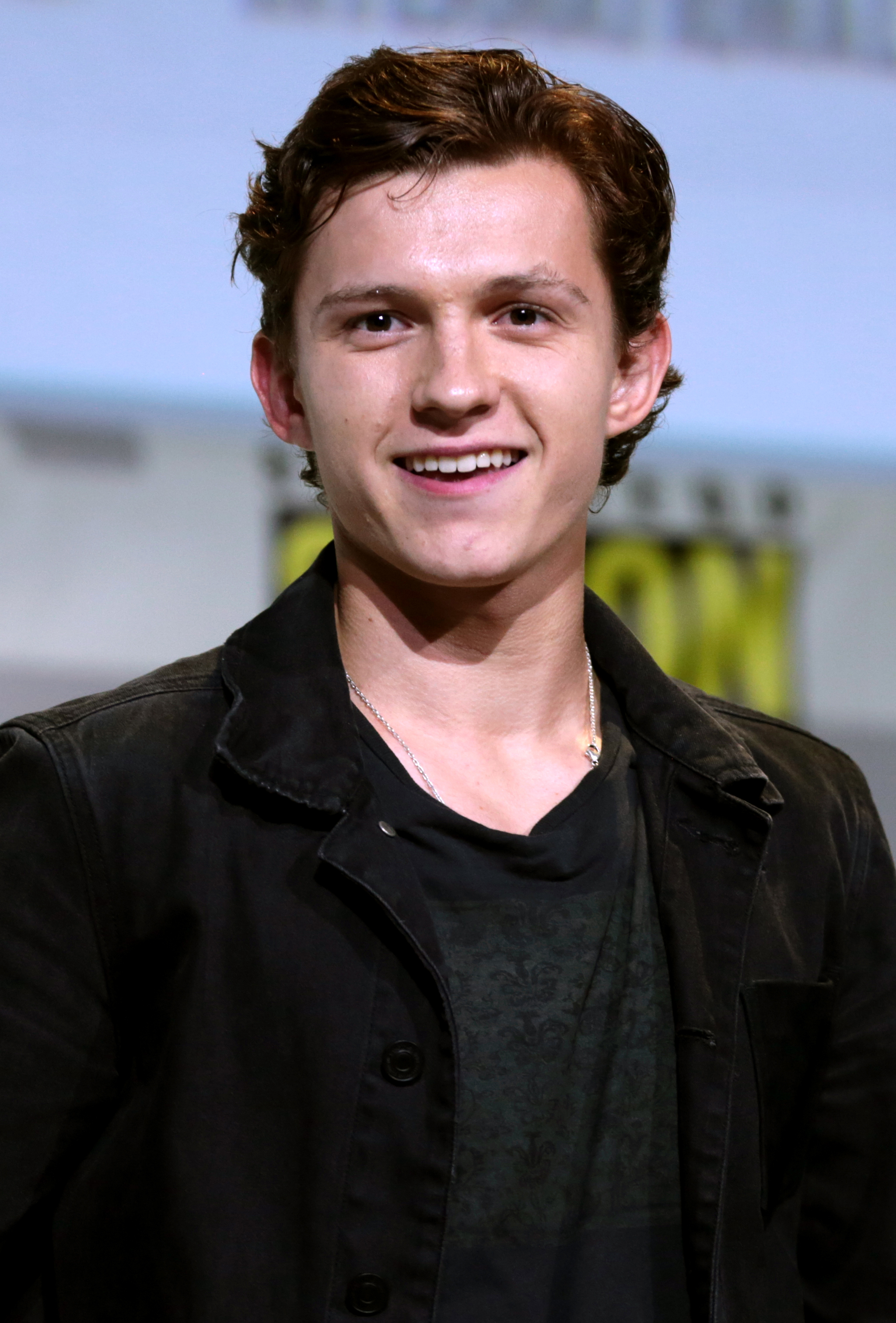
Tom Holland,
geboren op 1 juni

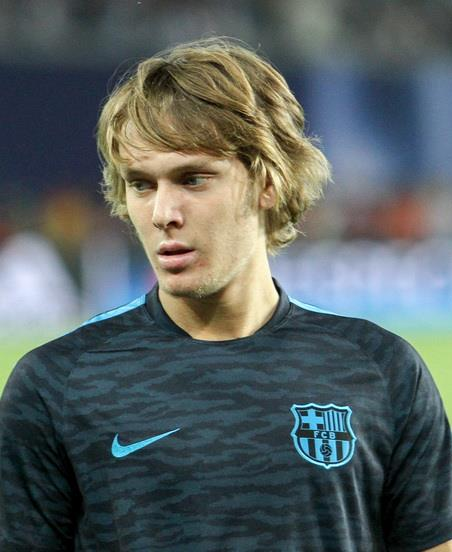
Alen Halilović,
geboren op 18 juni

- 1 - Matteo Cairoli, Italiaans autocoureur
- 1 - Tom Holland, Brits acteur
- 3 - Lukas Klostermann, Duits voetballer
- 4 - Jordy Huysmans, Belgisch voetballer
- 4 - Skip Marley, Jamaicaans zanger
- 4 - Oliver McBurnie, Engels voetballer
- 7 - Tarik Moree, Nederlands acteur
- 7 - Sayuri, Japans zangeres (overleden 2024)
- 8 - Renée Eykens, Belgisch atlete
- 8 - Jessie Maya, Nederlands youtuber
- 9 - Florence Vos Weeda, Nederlands actrice
- 10 - Antoine Adelisse, Frans freestyleskiër
- 10 - Eric Granado, Braziliaans motorcoureur
- 12 - Davinson Sánchez, Colombiaans voetballer
- 13 - Orhan Džepar, Nederlands voetballer
- 13 - Deborah Chiesa, Italiaans tennisster
- 13 - Kingsley Coman, Frans voetballer
- 14 - Katharina Hennig, Duits langlaufster
- 15 - AURORA (Aurora Aksnes), Noors singer-songwriter
- 17 - Godfred Donsah, Ghanees voetballer
- 17 - Ivan Jakimoesjkin, Russisch langlaufer
- 18 - Alen Halilović, Kroatisch voetballer
- 18 - Woodie Smalls (Sylvestre Salumu), Belgisch rapper
- 18 - Niki Wories, Nederlands kunstschaatsster
- 20 - Kelvin van der Linde, Zuid-Afrikaans autocoureur
- 21 - Jordi Oriola, Spaans autocoureur
- 22 - Mikel Merino, Spaans voetballer
- 23 - Damiano Fioravanti, Italiaans autocoureur
- 24 - Rosa Klöser, Duits wielrenster
- 25 - Mikel Azcona, Spaans autocoureur
- 25 - Pietro Fittipaldi, Braziliaans/Amerikaans autocoureur
- 25 - Thomas Kennes, Nederlands kunstschaatser
- 27 - Laura Strik, Nederlands voetbalster
- 28 - Milot Rashica, Kosovaars voetballer
- 28 - Kyle Stolk, Nederlands zwemmer
- 28 - Willemijn de Munnik, Nederlands zangeres
- 29 - Kristin Lysdahl, Noors alpineskiester
- 29 - Bart Ramselaar, Nederlands voetballer
- 30 - Toby Sowery, Brits autocoureur
- 30 - Caroliena Wolters, Nederlands voetbalster

### Juli

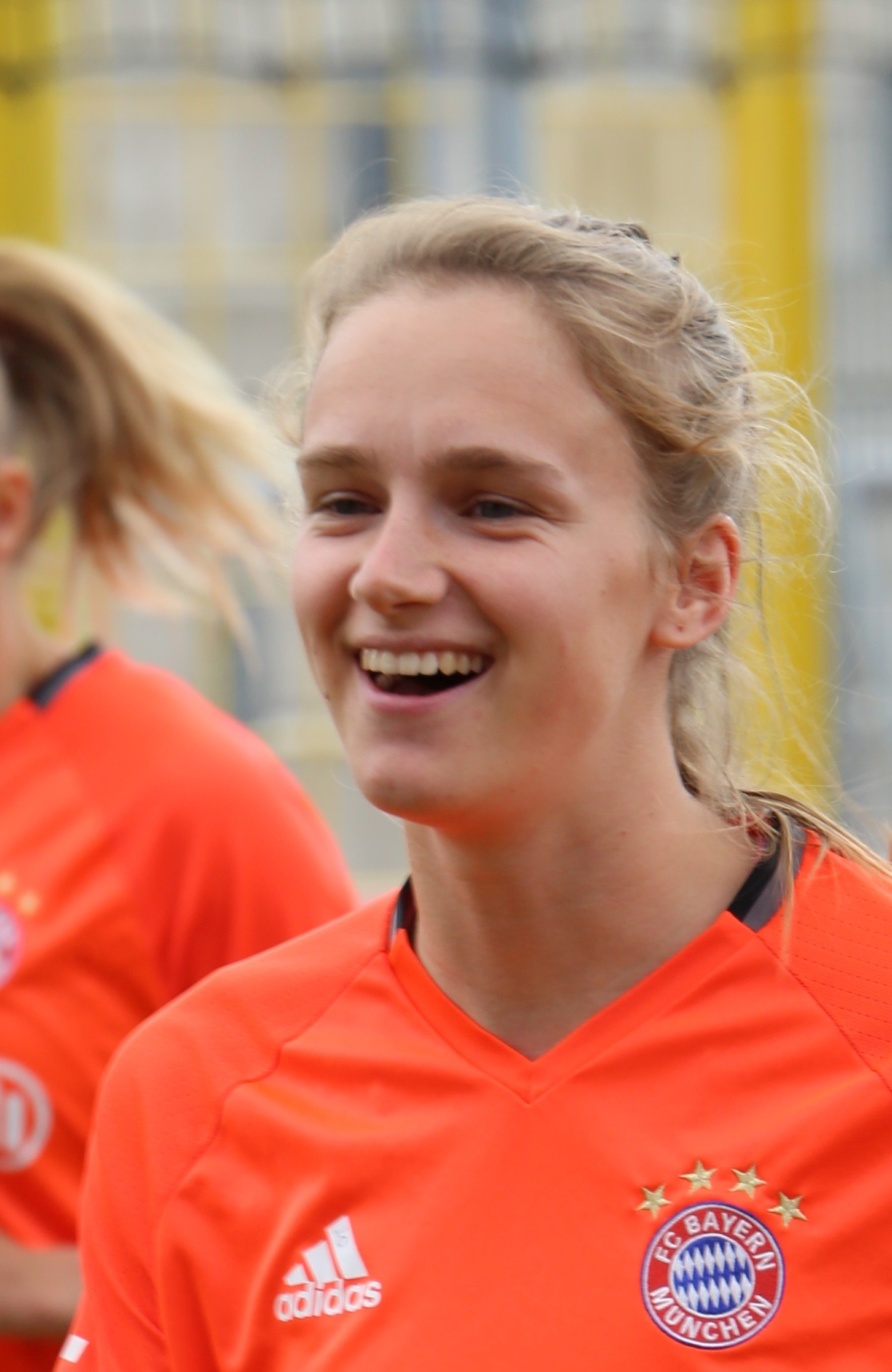
Vivianne Miedema,
geboren op 15 juli

- 1 - KallMeKris, Canadese Youtuber en TikTokker
- 2 - Tallon Griekspoor, Nederlands tennisser
- 2 - Andy Van Hoof, Belgisch voetballer
- 4 - James Allen, Australisch autocoureur
- 4 - Justine Braisaz, Frans biatlete
- 5 - Adama Diakhaby, Frans voetballer
- 5 - Kaj van der Voort, Nederlands musicalacteur en zanger
- 6 - Kristal Abazaj, Albanees voetballer
- 6 - Sandra Näslund, Zweeds freestyleskiester
- 6 - Erik Rapp, Zweeds zanger
- 8 - Mazen Al-Yassin, Saoedi-Arabisch atleet
- 9 - Megan Nick, Amerikaans freestyleskiester
- 10 - Xu Nuo, Chinees freestyleskiester
- 11 - Alessia Cara, Canadees zangeres
- 11 - Andrija Živković, Servisch voetballer
- 12 - Moussa Dembélé, Frans voetballer
- 12 - Valentin Madouas, Frans wielrenner
- 13 - Zac Incerti, Australisch zwemmer
- 15 - Vivianne Miedema, Nederlands voetbalster
- 16 - Simon Debognies, Belgisch atleet
- 16 - Luke Hemmings, Australisch gitarist/zanger
- 16 - Cooper Koch, Amerikaans acteur
- 16 -  Marthe De Pillecyn, Belgisch zangeres (K3)
- 18 - Alphonsine Agahozo, Rwandees zwemster
- 18 - Yung Lean, Zweeds rapper
- 18 - Siebe Schrijvers, Belgisch voetballer
- 19 - İbrahim Serdar Aydın, Turks voetballer
- 19 - Eva Hovenkamp, Nederlands atlete
- 20 - Charlie Hunter, Australisch atleet
- 20 - Ben Simmons, Australisch basketballer
- 20 - Nina Warink, Nederlands youtuber
- 21 - Vladislav Grinev, Russisch zwemmer
- 22 - Mauricio Baldivieso, Boliviaans voetballer
- 23 - Jordy Bruijn, Nederlands voetballer
- 23 - Rachel G. Fox, Amerikaans actrice
- 23 - Sinan Kurt, Turks-Duits voetballer
- 24 - Felice Hermans, Nederlands voetbalster
- 25 - Alexander Toril, Spaans-Duits autocoureur
- 29 - Ameya Vaidyanathan, Indiaas autocoureur
- 30 - Jacob Lofland, Amerikaans acteur
- 31 - Jordan Pepper, Zuid-Afrikaans autocoureur
- 31 - Dabney dos Santos Souza, Nederlands voetballer

### Augustus

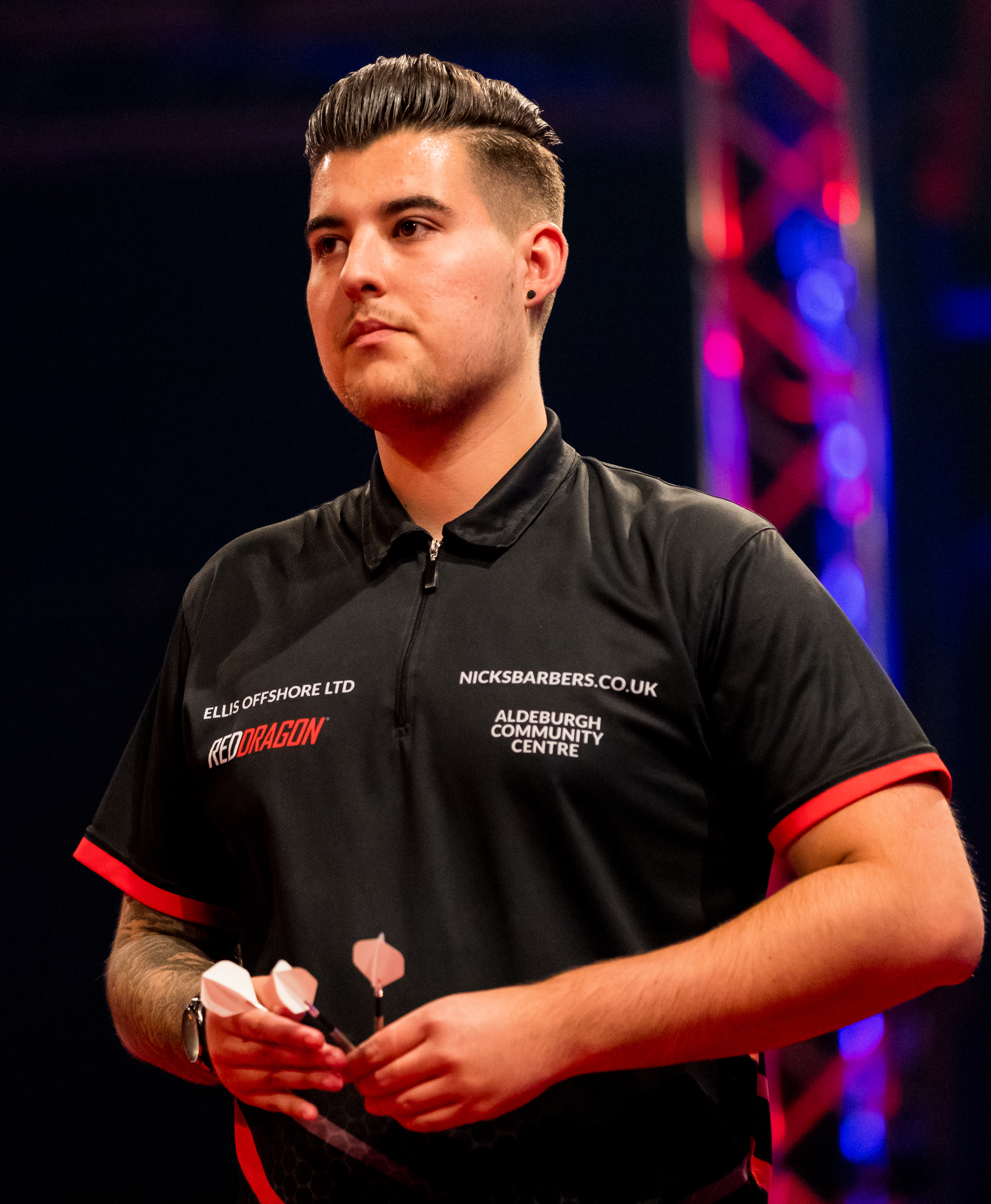
Ryan Meikle,
geboren op 13 augustus

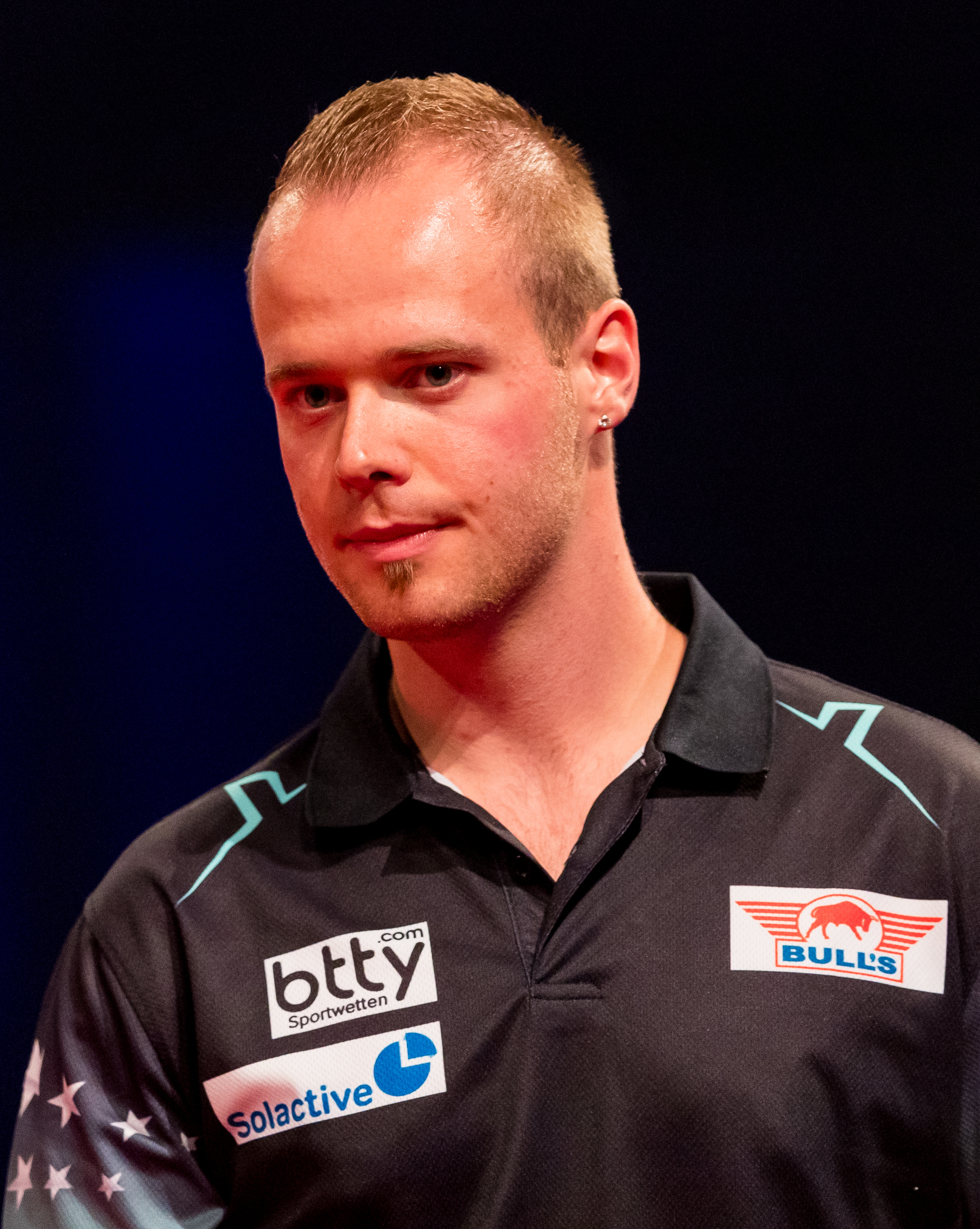
Max Hopp,
geboren op 20 augustus

- 1 - Gemma Evans, Welsh voetbalster
- 2 - Joris Kramer, Nederlands voetballer
- 2 - Simone Manuel, Amerikaans zwemster
- 6 - Nick Runderkamp, Nederlands voetballer
- 7 - Dani Ceballos, Spaans voetballer
- 7 - Liam James, Canadees acteur
- 7 - Mychailo Romantsjoek, Oekraïens zwemmer
- 8 - Sylla Sow, Nederlands voetballer
- 9 - Maëlle Garbino, Frans voetbalster
- 9 - Driess Saddiki, Nederlands-Marokkaans voetballer
- 9 - Josie Talbot, Australisch wielrenster
- 10 - Jacob Latimore, Amerikaans acteur en zanger
- 11 - Ami Matsuo, Australisch zwemster
- 12 - Ibrahim Diallo, Malinees voetballer
- 13 - Juan Cruz Komar, Argentijns voetballer
- 13 - Omer Goldstein, Israëlisch wielrenner
- 13 - Ryan Meikle, Engels darter
- 13 - Slick Woods, Amerikaans model
- 14 - Maxi Gómez, Uruguayaans voetballer
- 14 - Samuel Grandsir, Frans-Senegalees voetballer
- 14 - Joelinton, Braziliaans voetballer
- 14 - Neal Maupay, Frans voetballer
- 15 - André Gohr, Braziliaans wielrenner
- 15 - Liam Henderson, Schots voetballer
- 16 - Caeleb Dressel, Amerikaans zwemmer
- 16 - Martin Schindler, Duits darter
- 16 - Denis Spitsov, Russisch langlaufer
- 17 - Illia Mykhalchyk, Oekraïens motorcoureur
- 19 - Kennedy Goss, Canadees zwemster
- 19 - Laura Tesoro, Belgisch actrice en zangeres
- 19 - Valentin Rosier, Frans-Martinikaans voetballer
- 20 - Angelo Fulgini, Frans-Ivoriaans voetballer
- 20 - Max Hopp, Duits darter
- 21 - Karolína Muchová Tsjechisch tennisspeelster
- 22 - Doğan Erdoğan, Turks voetballer
- 22 - Aleksandra Ramanoeskaja, Wit-Russisch freestyleskiester
- 23 - Kim Coelewij, Nederlands actrice
- 23 - Liam Henderson, Schots voetballer
- 23 - Berry van Peer, Nederlands darter
- 24 - Philippe van Arnhem, Nederlands voetballer
- 24 - Jasmin Pal, Oostenrijks voetbalster
- 25 - Donis Avdijaj, Duits voetballer
- 25 - Yang Fan, Chinees langebaanschaatser
- 26 - Fanos Katelaris, Cypriotisch voetballer
- 26 - Francisco Mora, Portugees autocoureur
- 27 - Femke Van den Driessche, Belgisch veldrijdster
- 28 - Bart Straalman, Nederlands voetballer
- 30 - Sebastian Balthasar, Duits autocoureur
- 30 - Gabriel Barbosa, Braziliaans voetballer
- 30 - Santiago Urrutia, Uruguayaans autocoureur
- 31 - Herra Hnetusmjör (Árni Páll Árnason), IJslands rapper
- 31 - Fabio Jakobsen, Nederlands wielrenner
- 31 - Katja Snoeijs, Nederlands voetbalster

### September

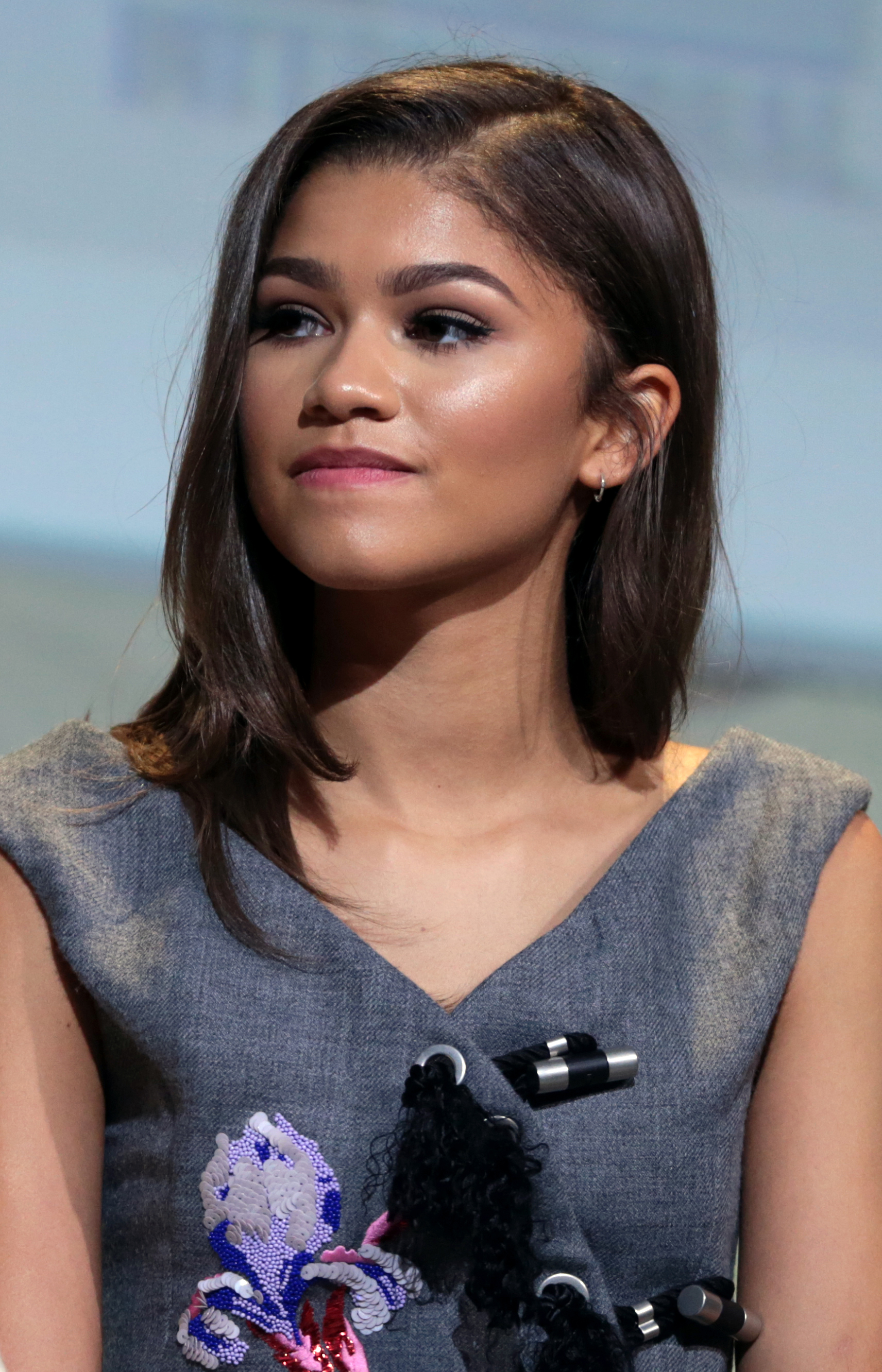
Zendaya,
geboren op 1 september

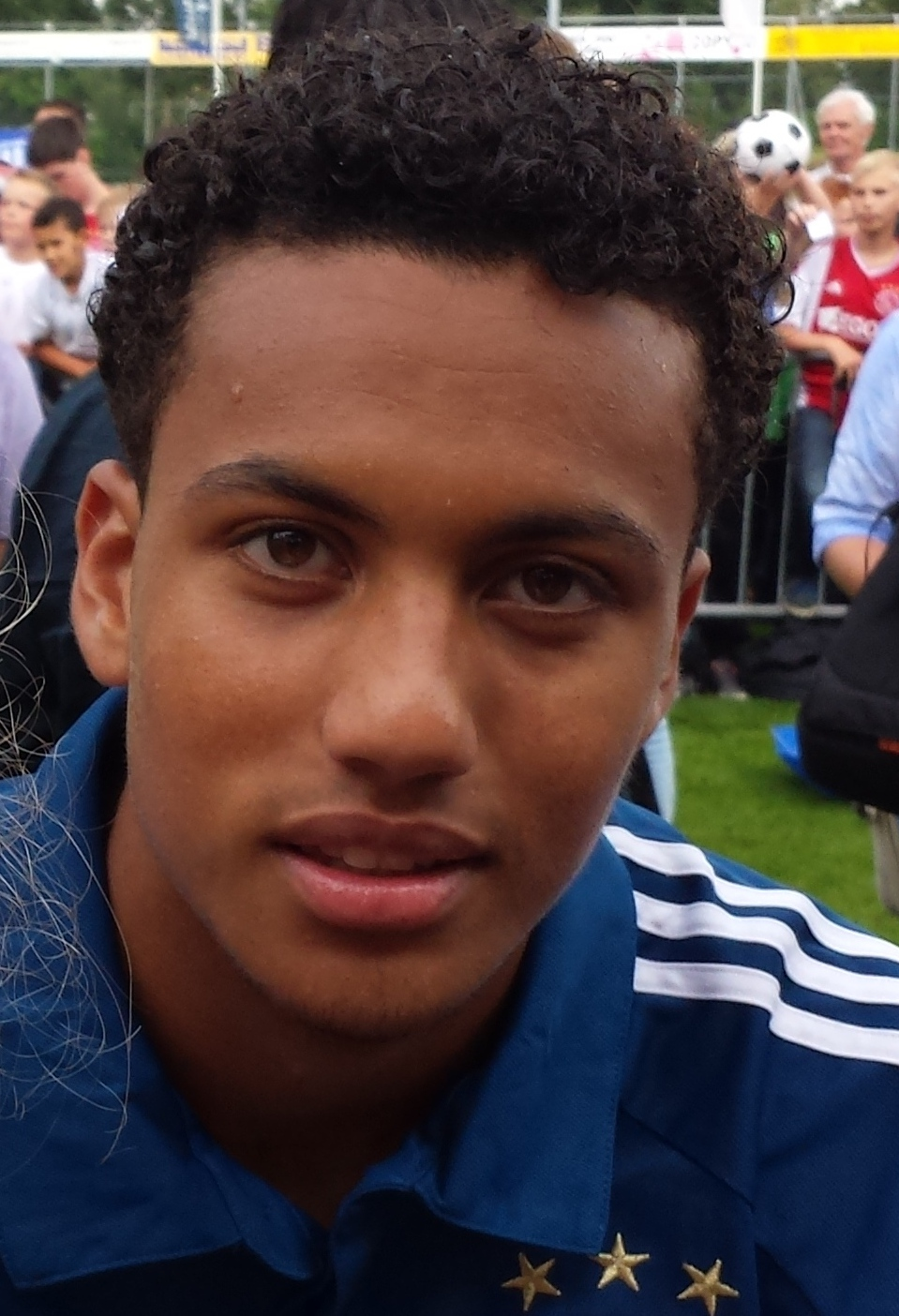
Jaïro Riedewald,
geboren op 9 september

- 1 - Althea Reinhardt - Deens handbalster
- 1 - Liu Xiang, Chinees zwemster
- 1 - Zendaya, Amerikaans actrice en zangeres
- 2 - Lucile Cypriano, Frans autocoureur
- 2 - Nenah De Coninck, Belgisch atlete
- 4 - Michael Ciccarelli, Canadees snowboarder
- 4 - Gijs Hakkert - Nederlands radioproducer
- 5 - Richairo Živković, Nederlands voetballer
- 5 - Sigrid (Sigrid Solbakk Raabe), Noors zangeres
- 7 - Raevyn Rogers, Amerikaans atlete
- 8 - Sven Blummel, Nederlands voetballer
- 8 - Samy Mmaee, Marokkaans-Belgisch voetballer
- 9 - Jaïro Riedewald, Nederlands voetballer
- 10 - Juliët Lohuis, Nederlands volleybalster
- 12 - Joshua Cheptegei, Oegandees atleet
- 12 - Colin Ford, Amerikaans acteur
- 12 - Nicole Schott, Duits kunstschaatsster
- 16 - Alexis Blin, Frans voetballer
- 17 - Duje Ćaleta-Car, Kroatisch voetballer
- 17 - Esteban Ocon, Frans autocoureur
- 18 - Alfonso Celis Jr., Mexicaans autocoureur
- 19 - Pia Mia, Amerikaans popzangeres en model
- 19 - Naoki Nakamura, Japans schansspringer
- 20 - Magda Balsam, Pools handbalster
- 20 - Hwang In-beom, Zuid-Koreaans voetballer
- 20 - Ivo Lopes, Portugees motorcoureur
- 21 - Shizz Alston, Amerikaans basketballer
- 21 - Thilo Kehrer, Duits voetballer
- 22 - Anthoine Hubert, Frans autocoureur (overleden 2019)
- 22 - Rosario Mussendijk, Nederlands muzikant en producer, bekend als sor
- 23 - Kevin Bickner, Amerikaans schansspringer
- 23 - Ingrid Landmark Tandrevold, Noors biatlete
- 25 - Mie Nielsen, Deens zwemster
- 26 - Jaelin Kauf, Amerikaans freestyleskiester
- 26 - Andrew Seliskar, Amerikaans zwemmer
- 27 - Maxwel Cornet, Frans voetballer
- 28 - Thijs Boermans, Nederlands acteur
- 28 - Arthur Jussen, Nederlands pianist
- 29 - Lotta Udnes Weng, Noors langlaufster
- 29 - Tiril Udnes Weng, Noors langlaufster
- 30 - Silvester van der Water, Nederlands voetballer

### Oktober
- 1 - Saeid Ezatolahi, Iraans voetballer
- 1 - Lena Ostermeier, Duits voetbalster
- 2 - Guilherme Samaia, Braziliaans autocoureur
- 3 - Simone Sabbioni, Italiaans zwemmer
- 3 - Kelechi Iheanacho, Nigeriaans voetballer
- 5 - Teal Harle, Canadees freestyleskiër
- 6 - Ejowvokoghene Oduduru, Nigeriaans atleet
- 7 - Anett György, Hongaars autocoureur
- 7 - Tobias Kersloot, Nederlands acteur
- 7 - Lorenzo Veglia, Italiaans autocoureur
- 7 - Guglielmo Vicario, Italiaans voetballer
- 8 - Sara Takanashi, Japans schansspringster
- 9 - Jacob Batalon, Amerikaans acteur
- 9 - Henrik Christiansen, Noors zwemmer
- 9 - Bella Hadid, Amerikaans model
- 10 - David Gaudu, Frans wielrenner
- 11 - Lineth Beerensteyn, Nederlands voetbalster
- 11 - Maaike de Waard, Nederlands zwemster
- 12 - Riechedly Bazoer, Nederlands voetballer
- 14 - Amanda Aasa, Zweeds zangeres
- 15 - Grace Van Dien, Amerikaans actrice
- 15 - Elle Hollis, Nederlands zangeres
- 15 - Charly Musonda jr., Belgisch voetballer
- 16 - Andrea Locatelli, Italiaans motorcoureur
- 16 - Toprak Razgatlıoğlu, Turks motorcoureur
- 18 - Julia Sinning, Nederlands model
- 22 - Nick Doodeman, Nederlands voetballer
- 22 - Maureen Herremans, Nederlands atlete
- 22 - Mason Holgate, Engels voetballer
- 22 - Jelle Johannink, Nederlands wielrenner
- 22 - Johannes Høsflot Klæbo, Noors langlaufer
- 22 - Harley Windsor, Australisch kunstschaatser
- 24 - Selin Akkulak, Nederlands actrice
- 25 - PJ Dozier, Amerikaans basketballer
- 25 - Dieter Kersten, Belgisch atleet
- 26 - Andy Chang, Macaus autocoureur
- 26 - Danilo Pantić, Servisch voetballer
- 26 - Emma Wortelboer, Nederlands presentatrice
- 27 - Florent Mabille, Belgisch atleet
- 29 - Loïc Meillard, Zwitsers alpineskiër
- 29 - Richard Neudecker, Duits voetballer
- 29 - Astrid S, Noors zangeres
- 30 - Valérie Grenier, Canadees alpineskiester
- 30 - Kennedy McMann, Amerikaans actrice

### November

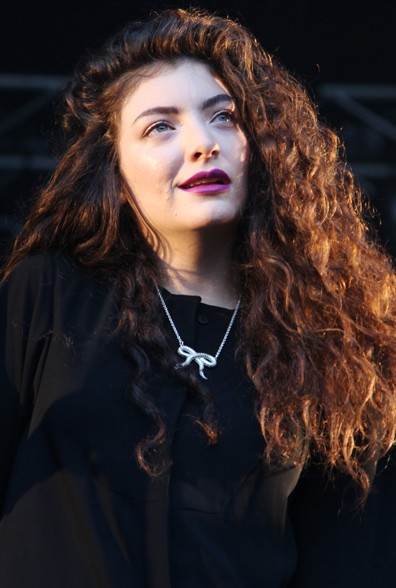
Lorde,
geboren op 7 november

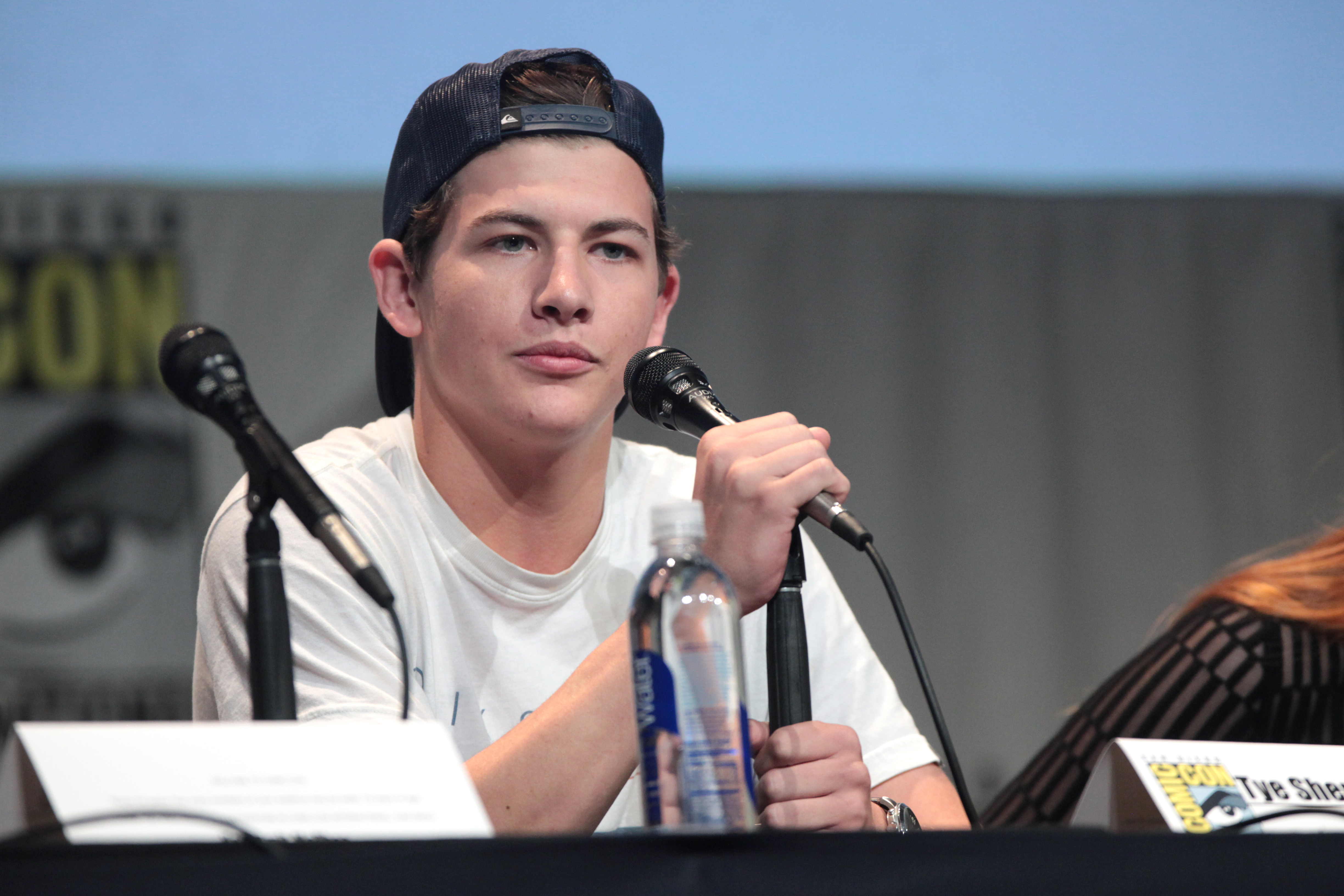
Tye Sheridan,
geboren op 11 november

- 1 - Apostolos Christou, Grieks zwemmer
- 1 - Gustav Elijah Åhr - Amerikaans rapper
- 1 - Sean Gelael, Indonesisch autocoureur
- 2 - Ján Volko, Slowaaks atleet
- 3 - Michelle Ulbrich, Duits voetbalster
- 4 - Sevn Alias (Sevaio Mook, 1996), Nederlands rapper
- 4 - Carl Bradbury, Brits youtuber
- 4 - Stan Pijnenburg, Nederlands zwemmer
- 5 - Kiah Melverton, Australisch zwemster
- 5 - Tim-Kevin Ravnjak, Sloveens snowboarder
- 6 - Lorenzo Baldassarri, Italiaans motorcoureur
- 6 - Cathelijn Peeters, Nederlands atlete
- 7 - André Horta, Portugees voetballer
- 7 - Lorde, Nieuw-Zeelands zangeres en songwriter
- 8 - David Aubry, Frans zwemmer
- 8 - Wiktoria Johansson, Zweeds zangeres
- 8 - Ryoyu Kobayashi, Japans schansspringer
- 10 - Marie-Jade Lauriault, Canadees-Frans kunstschaatsster
- 11 - Gianluca Gaudino, Duits voetballer
- 11 - Adam Ounas, Algerijns voetballer
- 11 - Tye Sheridan, Amerikaans acteur
- 12 - Jarne Duchateau, Belgisch atleet
- 13 - Otto Farrant, Engels acteur
- 14 - Borna Ćorić, Kroatisch tennisser
- 14 - Mason Gooding, Amerikaans acteur
- 15 - Selim Amallah, Belgisch-Marokkaans voetballer
- 15 - Kim Min-jae, Zuid-Koreaans voetballer
- 15 - Kanako Watanabe, Japans zwemster
- 17 - Ruth Jebet, Keniaans-Bahreins atlete
- 18 - Noah Ringer, Amerikaans acteur
- 19 - Yannik Oettl, Duits voetballer
- 21 - Gina Lückenkemper, Duits atlete
- 22 - Madison Davenport, Amerikaans actrice
- 22 - Abel Kipsang, Keniaans atleet
- 26 - Thea Sofie Loch Næss, Noors actrice
- 26 - Marc Roca, Spaans voetballer
- 27 - Abbey Wilcox, Australisch freestyleskiester
- 28 - Gonçalo Guedes, Portugees voetballer
- 28 - Jeffrey Wirtz, Nederlands youtuber en livestreamer
- 29 - Mike Foppen, Nederlands atleet
- 29 - Amalie Vangsgaard, Deens voetbalster

### December

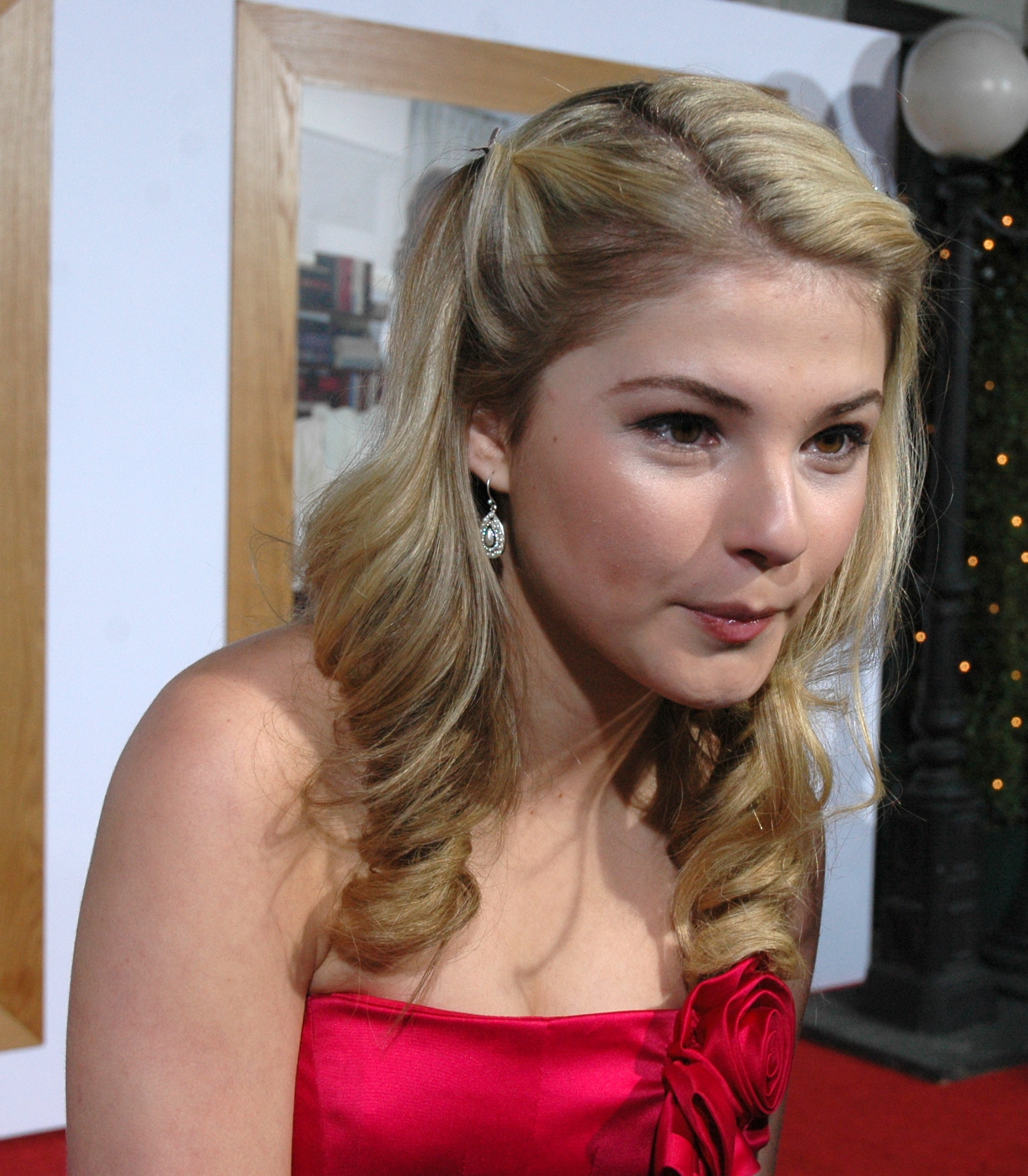
Stefanie Scott,
geboren op 6 december

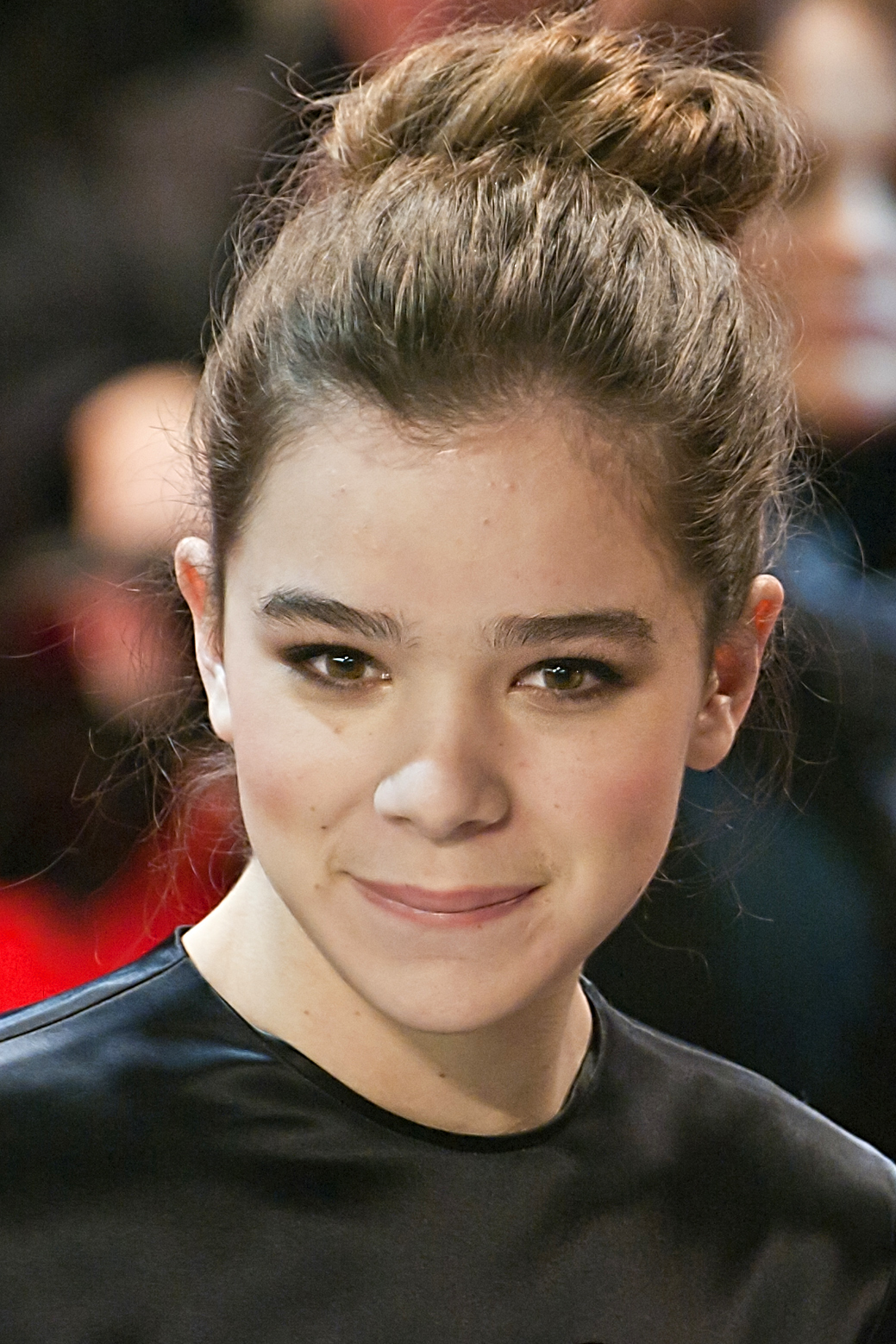
Hailee Steinfeld,
geboren op 11 december

- 1 - Kane Richards, Australisch wielrenner
- 3 - Kim Akker, Nederlands judoka (overleden 2019)
- 3 - Anas al-Sharif, Palestijns journalist (overleden 2025)
- 3 - Tigst Assefa, Ethiopisch atlete
- 3 - Ewa Pajor, Pools voetbalster
- 4 - Diogo Jota, Portugees voetballer (overleden 2025)
- 6 - Stefanie Scott, Amerikaans actrice
- 8 - Maximilian Eggestein, Duits voetballer
- 8 - Scott McTominay, Schots-Engels voetballer
- 10 - Suleiman Abdullahi, Nigeriaans voetballer
- 10 - Achraf Achaoui, Marokkaans-Belgisch voetballer
- 10 - Hanneke Oosterwegel, Nederlands atlete
- 10 - Valentina Sampaio, Braziliaans model
- 10 - Jonas Vingegaard, Deens wielrenner
- 11 - Albert Arenas, Spaans motorcoureur
- 11 - Yasemin Can, Keniaans/Turks atlete
- 11 - Johanna Matintalo, Fins langlaufster
- 11 - Eliza McCartney, Nieuw-Zeelands atlete
- 11 - Hailee Steinfeld, Amerikaans actrice, zangeres en model
- 12 - Oliver Askew, Amerikaans autocoureur
- 12 - Mathéo Tuscher, Zwitsers/Frans autocoureur
- 13 - Aurora Galli, Italiaans voetbalster
- 13 - Townley Haas, Amerikaans zwemmer
- 13 - Tamás Kenderesi, Hongaars zwemmer
- 13 - Naoki Mizunuma, Japans zwemmer
- 14 - Li Zijun, Chinees kunstschaatsster
- 16 - Joel Adams, Australisch singer-songwriter en muziekproducer
- 16 - Wilfred Ndidi, Nigeriaans voetballer
- 17 - Jelizaveta Toektamysjeva, Russisch kunstschaatsster
- 19 - Diede de Groot, Nederlands rolstoeltennisster
- 19 - Sandrine Mauron, Zwitsers voetbalster
- 20 - Ben Barnicoat, Brits autocoureur
- 23 - Lara Baars, Nederlands atlete
- 23 - Melvin Twellaar, Nederlands roeier
- 24 - Martyna Wiankowska, Pools voetbalster
- 25 - Emiliano Buendía, Argentijns voetballer
- 26 - Alfred Kipketer, Keniaans atleet
- 27 - Timon Haugan, Noors alpineskiër
- 28 - Nicola McDermott, Australisch atlete
- 28 - Nomi Tales, Zweeds zangeres
- 29 - Arthur Cissé, Ivoriaans atleet
- 29 - Dylan Minnette, Amerikaans acteur
- 29 - Elizabeth Omoregie, Sloveens handbalster
- 30 - Kurt Abrahams, Zuid-Afrikaans voetballer
- 31 - Aleksandr Bolsjoenov, Russisch langlaufer

### Datum onbekend
- Sjeng Kessels, Nederlands acteur
- Marijke Ketel, Nederlands presentatrice

## Weerextremen in België
- 27 februari: Mist veroorzaakt een kettingbotsing met meer dan 200 voertuigen en 10 doden in Deinze.
- 8 juni: 89 mm neerslag in Borgworm.
- 7 juli: Minimumtemperatuur: 5,1 °C in Middelkerke tot 1,2 °C in Elsenborn (Bütgenbach).
- 12 augustus: Tornado veroorzaakt schade in Hoogstade (Alveringem).
- 29 augustus:  Windsnelheden over 108 km/h (in Middelkerke).
- 29 augustus: Uitzonderlijke neerslag: tot 150 mm in Merendree (Nevele) en 183 mm in Hombourg (Plombières).
- augustus: Absoluut maandrecord met hoogste neerslagtotaal ooit: 231,2 mm (normaal 74,4 mm).

Bron: KMI Gegevens Ukkel 1901-2003 met aanvullingen.